# 18. Mai
Der 18. Mai ist der 138. Tag des gregorianischen Kalenders (der 139. in Schaltjahren), somit verbleiben 227 Tage bis zum Jahresende.

## Ereignisse

### Politik und Weltgeschehen
- 1190: Der römisch-deutsche Kaiser Friedrich I. Barbarossa besiegt auf dem Dritten Kreuzzug in der Schlacht bei Iconium die Rum-Seldschuken ein zweites Mal innerhalb von 11 Tagen.

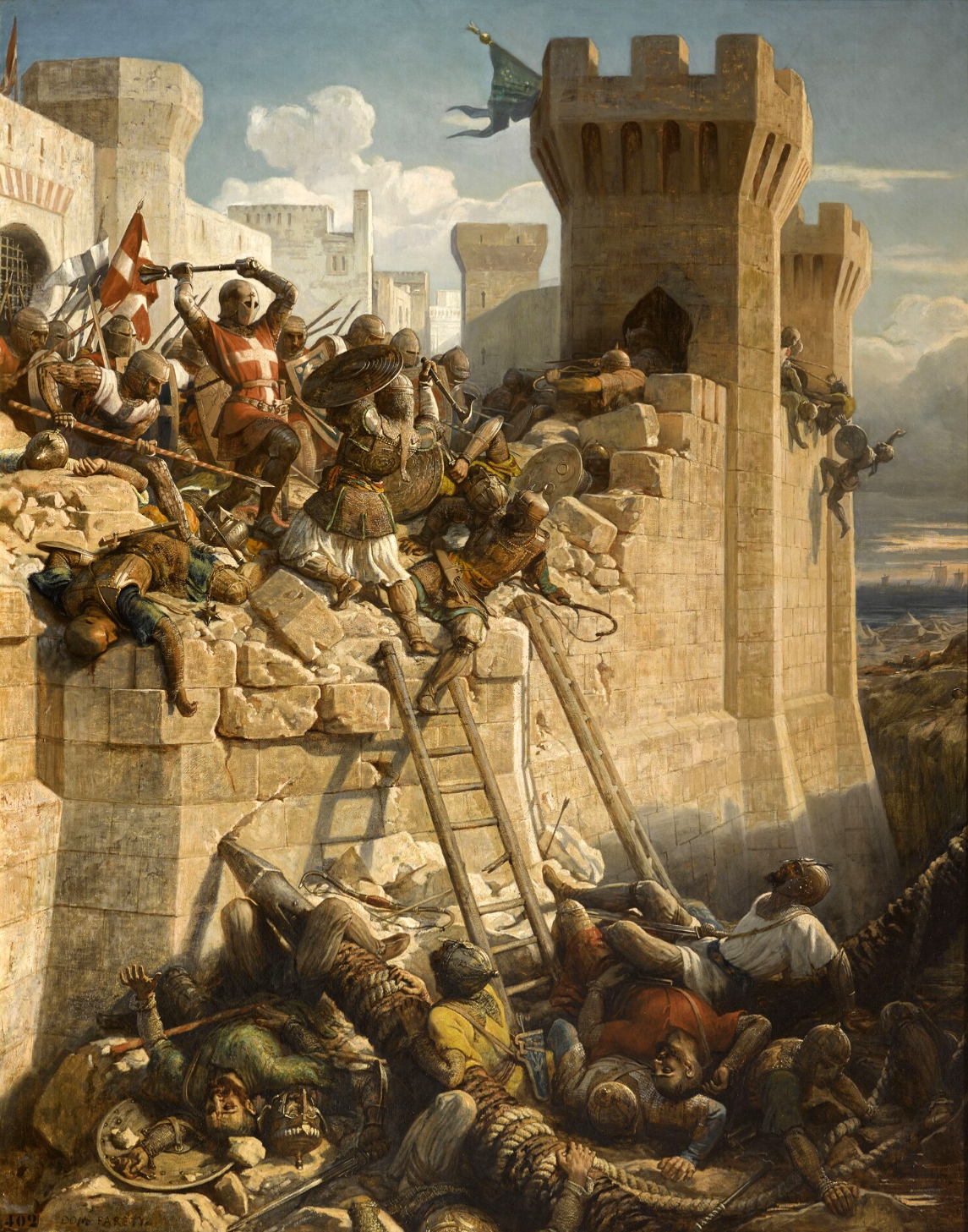
1291: Belagerung von Akkon

- 1291: Nach sechswöchiger Belagerung fällt mit Akkon die letzte große Kreuzfahrerbastion in die Hände der muslimischen Mamluken unter Sultan Al-Ashraf Chalil. Damit sind die Kreuzzüge definitiv gescheitert. Heinrich II., der letzte König von Jerusalem, flieht nach Zypern.
- 1302: Aufständische Flamen verüben in der Stadt Brügge ein Massaker an einer einquartierten französischen Garnison, die sogenannte Brügger Frühmette. Der verhasste Gouverneur Jacques de Châtillon kann mit einigen Getreuen entfliehen.
- 1337: Beatrice de Bourbon wird als Gattin von König Johann von Böhmen in Prag zur Königin von Böhmen gekrönt. Da sie vom Adel jedoch abgelehnt wird, verlässt sie das Land bald wieder.

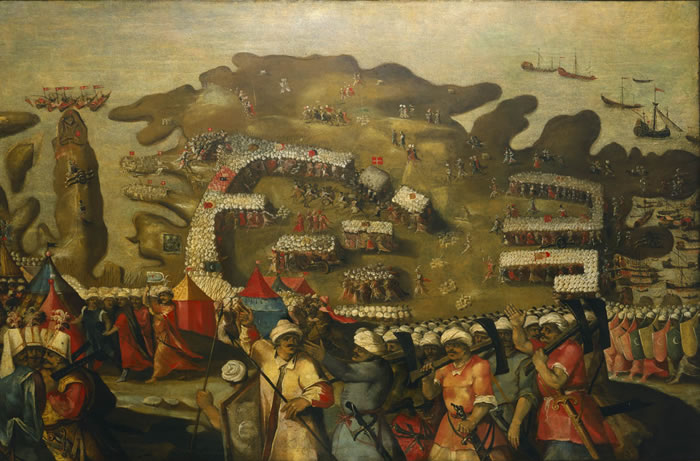
1565: Belagerung von Malta

- 1565: Eine bis zu 40.000 Mann starke osmanische Flotte unter Piyale Pascha erscheint vor der Küste Maltas und beginnt mit der vergeblichen Belagerung der Insel, die nur von rund 700 Rittern und weiteren 8500 maltesischen Kämpfern unter Jean de la Valette verteidigt wird.
- 1595: Der Friede von Teusina zwischen Schweden und Russland beendet den Russisch-Schwedischen Krieg. Die schwedisch-russische Grenze wird durch den Vertrag nach Osten verschoben.

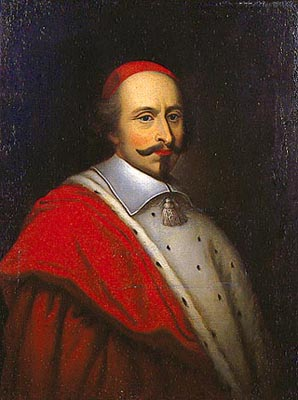
1643: Kardinal Mazarin

- 1643: Nach dem Tod ihres Mannes Ludwig XIII. ernennt die französische Regentin Anna von Österreich Kardinal Jules Mazarin zum Premierminister in Frankreich. Sie setzt damit eine Entscheidung des Verstorbenen um, der den Auserkorenen als Nachfolger des am 4. Dezember 1642 verstorbenen Kardinals Richelieu zur Erledigung der Staatsgeschäfte bestimmt hat.

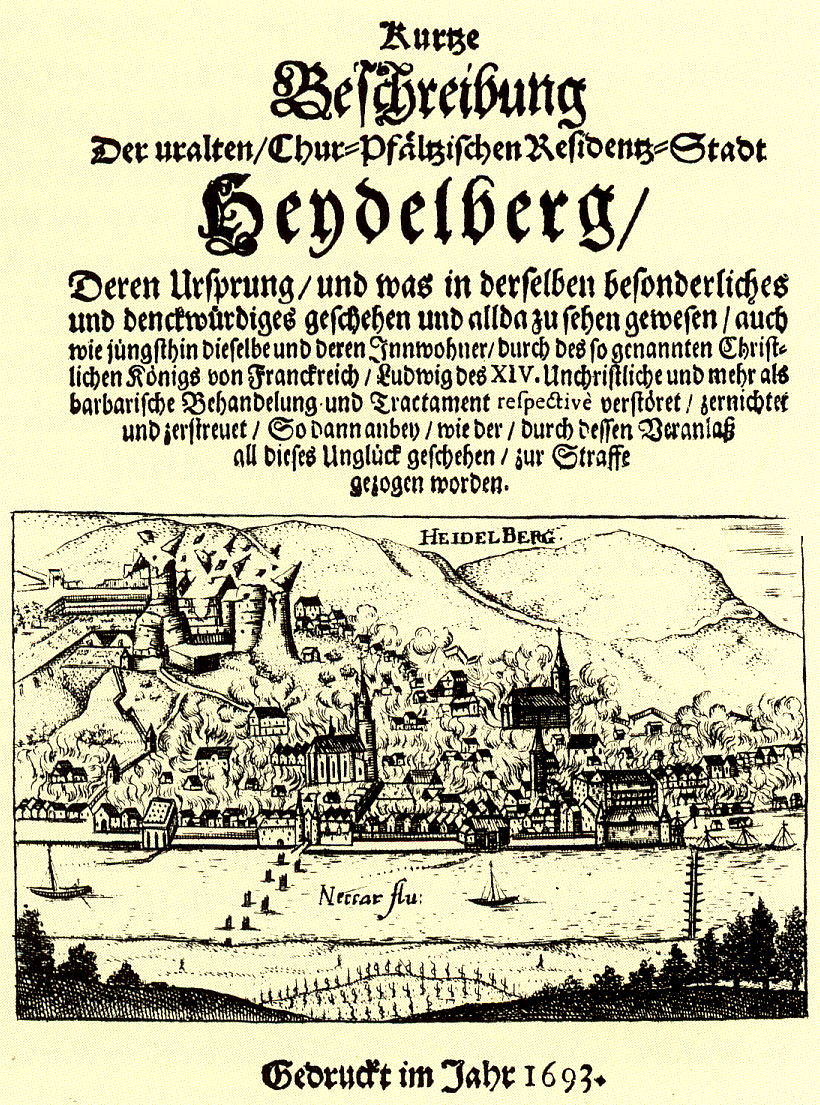
1693: Heidelberger Schloss

- 1693: Im Pfälzischen Erbfolgekrieg wird das Heidelberger Schloss, die Residenz der pfälzischen Kurfürsten, durch französische Truppen gesprengt.
- 1757: Birmanen erobern Hongsawadi, die Hauptstadt des Reiches Pegu, zerstören den Ort und töten Zehntausende vom Volk der Mon.
- 1792: Unter dem Vorwand, verfolgte russische Staatsangehörige zu schützen, marschiert Russland unter Katharina II. in Polen-Litauen ein, um die liberale Verfassung vom 3. Mai 1791 rückgängig zu machen. Der Russisch-Polnische Krieg führt letztlich zur Zweiten Teilung Polens.
- 1794: Die Schlacht bei Tourcoing endet mit einem Sieg der französischen Revolutionsarmeen über britisch-österreichische Koalitionstruppen.
- 1803: Die britische Regierung geht über den Frieden von Amiens hinweg, mit dem der Zweite Koalitionskrieg mit Frankreich beendet worden ist, und erklärt den Franzosen unter Napoleon Bonaparte den Krieg.
- 1804: Der französische Senat beschließt und proklamiert die Verfassung des Jahres XII, welche die Grundlage für das napoleonische französische Kaiserreich schafft. Napoleon Bonaparte hat auf seine Kaiserkrönung und ein Erbkaisertum zielbewusst hingearbeitet und legt auf eine anschließende Volksabstimmung zur Verfassungsänderung Wert.
- 1812: Nur eine Woche nach Ermordung des britischen Premierministers Spencer Perceval wird das Todesurteil gegen den Attentäter John Bellingham vollstreckt. Er wird öffentlich gehängt.
- 1822: Agustín de Iturbide wird zum Kaiser von Mexiko ausgerufen. Die Krönung als Agustín I. erfolgt am 21. Juli.

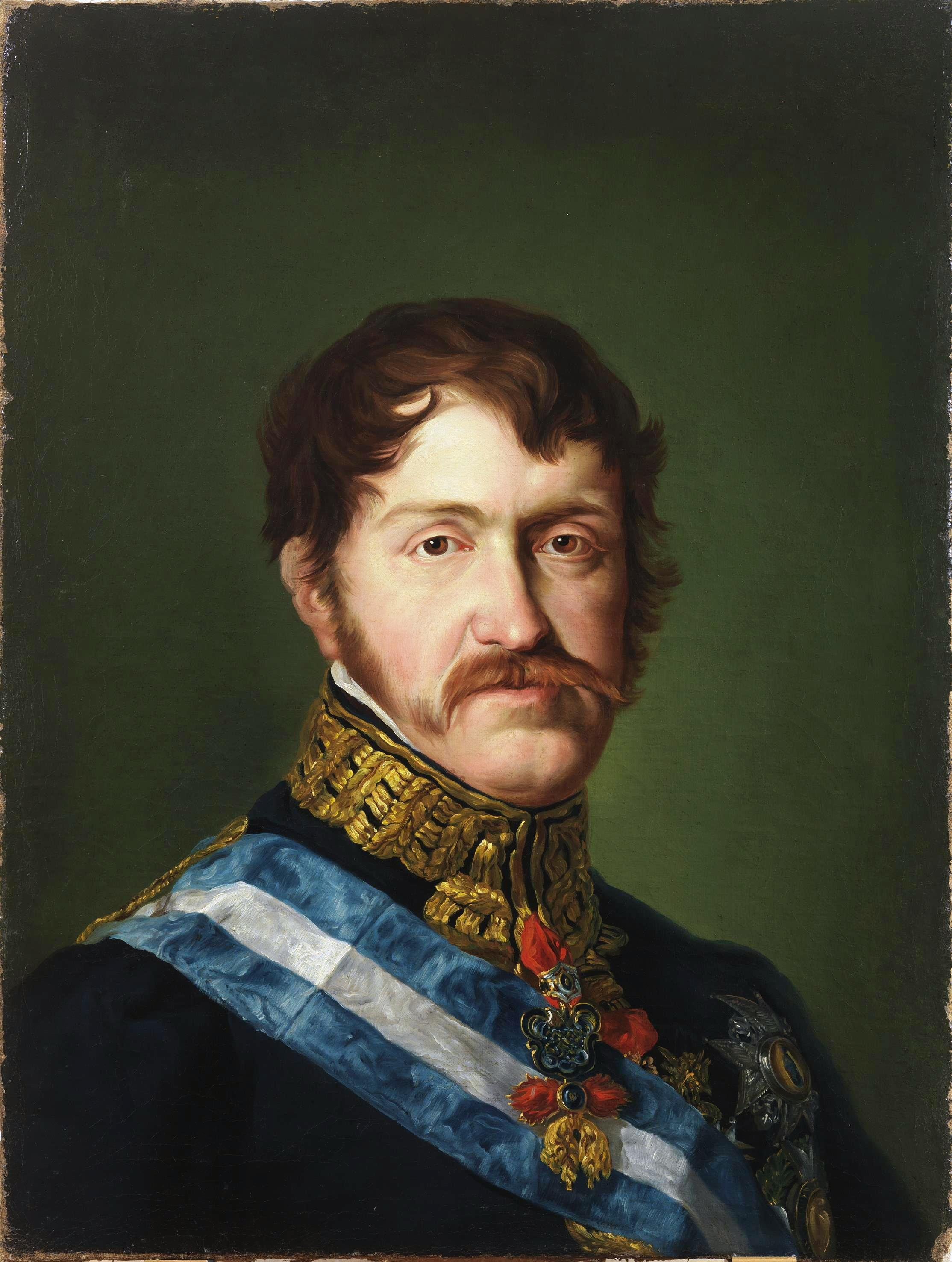
1845: Don Carlos

- 1845: Carlos María Isidro de Borbón verzichtet zu Gunsten seines Sohnes Carlos Luis auf seine Ansprüche auf Spaniens Thron, weswegen der erste Carlistenkrieg gegen Königin Maria Christina und ihre Tochter Isabella II. ausgebrochen ist.

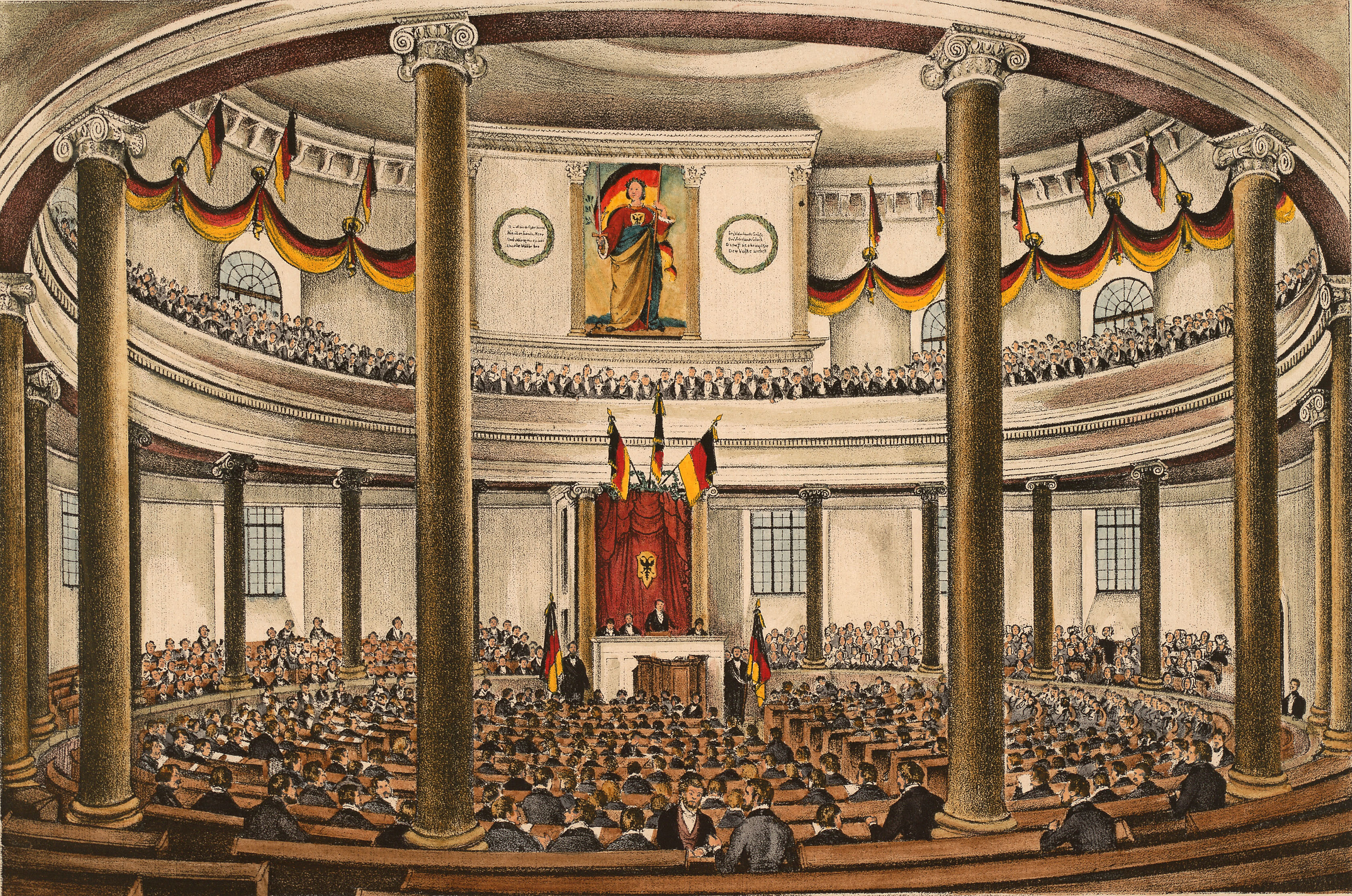
1848: Die Nationalversammlung in der Paulskirche

- 1848: Die Frankfurter Nationalversammlung tritt als Ergebnis der Märzrevolution erstmals in der Paulskirche in Frankfurt am Main zusammen; somit existiert zum ersten Mal ein demokratisch gewähltes Parlament für Deutschland.
- 1863: General Ulysses S. Grant erreicht im Amerikanischen Bürgerkrieg mit seinen Truppen die Stadt Vicksburg, Mississippi, und beginnt mit der Belagerung der Stadt, die er am 4. Juli erobert.
- 1869: Die abgespaltene Republik Ezo unter Enomoto Takeaki kapituliert vor den Truppen des Japanischen Kaiserreichs und erkennt die Oberhoheit des japanischen Tennō Meiji an.
- 1879: In der Schweiz wird durch eine Volksabstimmung das Verbot der Todesstrafe in der Bundesverfassung wieder aufgehoben.

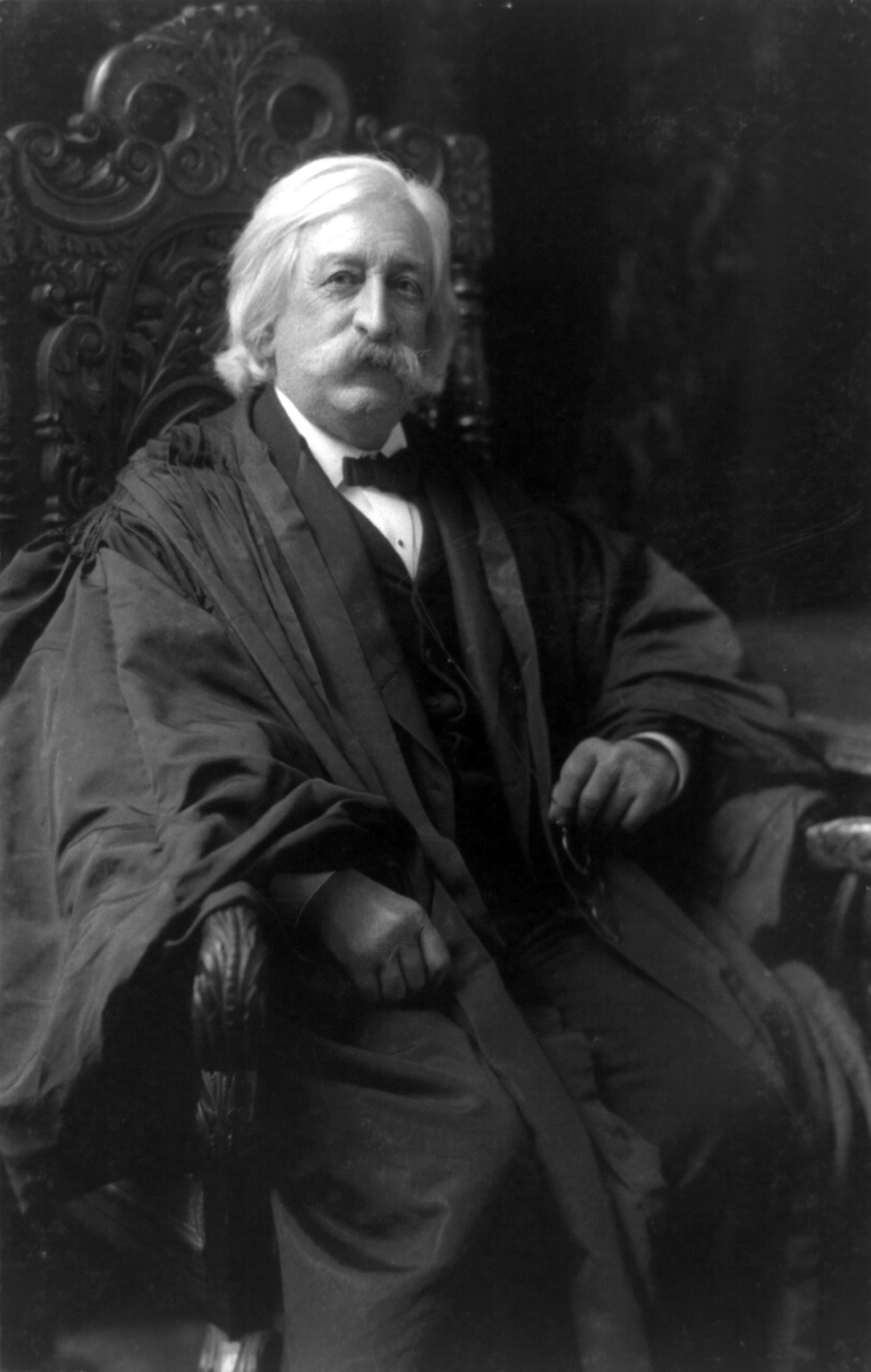
1896: Melville Fuller

- 1896: In seiner Grundsatzentscheidung Plessy v. Ferguson erklärt der Oberste Gerichtshof der Vereinigten Staaten unter dem Vorsitz von Melville W. Fuller das Prinzip Separate but equal für verfassungskonform und rechtfertigt damit die Rassentrennung in den Südstaaten der Union. Das Urteil wird erst 1954 revidiert.
- 1899: Die Erste Haager Friedenskonferenz, die neben anderen eine Konvention betreffend die Gesetze und Gebräuche des Landkriegs beschließen wird, beginnt.

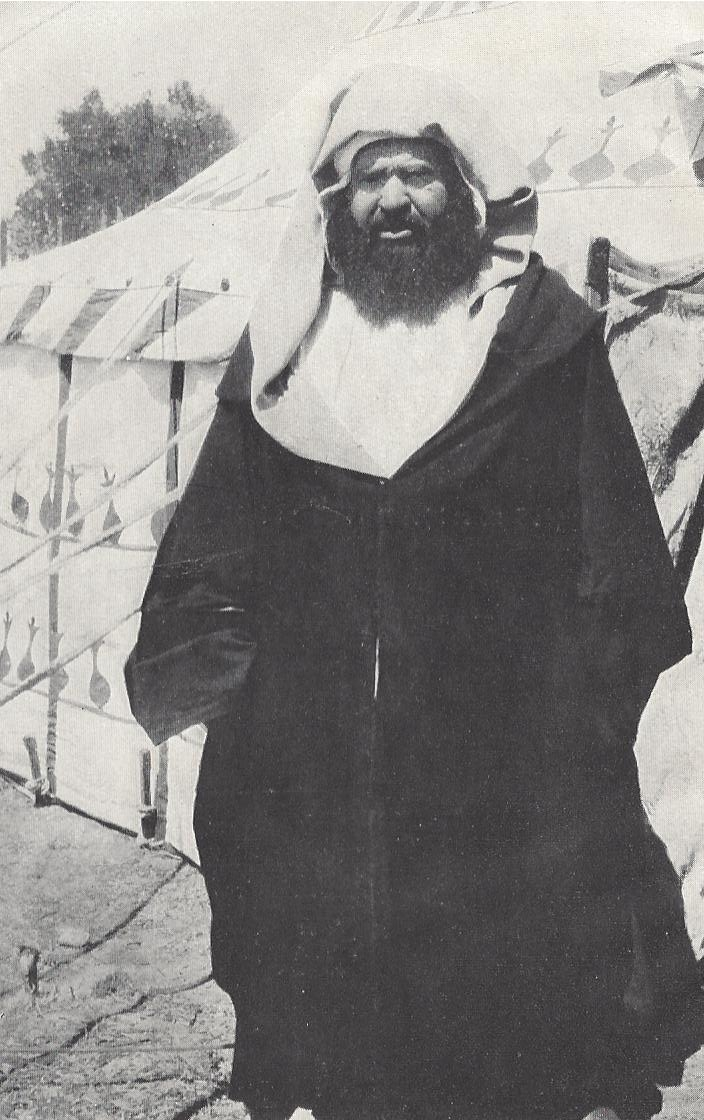
1904: Ahmed ben Mohammed el-Raisuli

- 1904: Die Entführung des griechisch-amerikanischen Lebemannes Ion Perdicaris durch aufständische Rif-Stämme unter Ahmed ben Mohammed el-Raisuli in Tanger löst eine Krise zwischen den Vereinigten Staaten und Marokko aus.
- 1912: In Sankt Petersburg erscheint erstmals die vom Marxisten Lenin angeregte und gegründete Tageszeitung Prawda, die bald mit der russischen Zensur Konflikte hat und im Jahr 1917 zum Organ der KPdSU wird.
- 1926: Das Gesetz zur Milderung der Strafen für Abtreibung im Reichsstrafgesetzbuch wird unterzeichnet.[1]
- 1930: Auf einer in Korneuburg abgehaltenen Generalversammlung des Heimatschutzverbandes Niederösterreich schwören die anwesenden Heimwehrmänner und sonstigen Delegierten auf das vom Heimwehrbundesführer Richard Steidle verlesene Gelöbnis, den so genannten Korneuburger Eid, und legen damit ein offenes Bekenntnis zum Faschismus ab. Auch der spätere Bundeskanzler Julius Raab ist bei dieser Eidesleistung anwesend.
- 1933: Im Rahmen seines New Deals gründet US-Präsident Franklin D. Roosevelt die unabhängige Regierungsorganisation Tennessee Valley Authority. Die Hauptaufgabe der TVA ist die Verwaltung von Wasserkraft- und Flussregulierungsanlagen am Tennessee-Fluss.

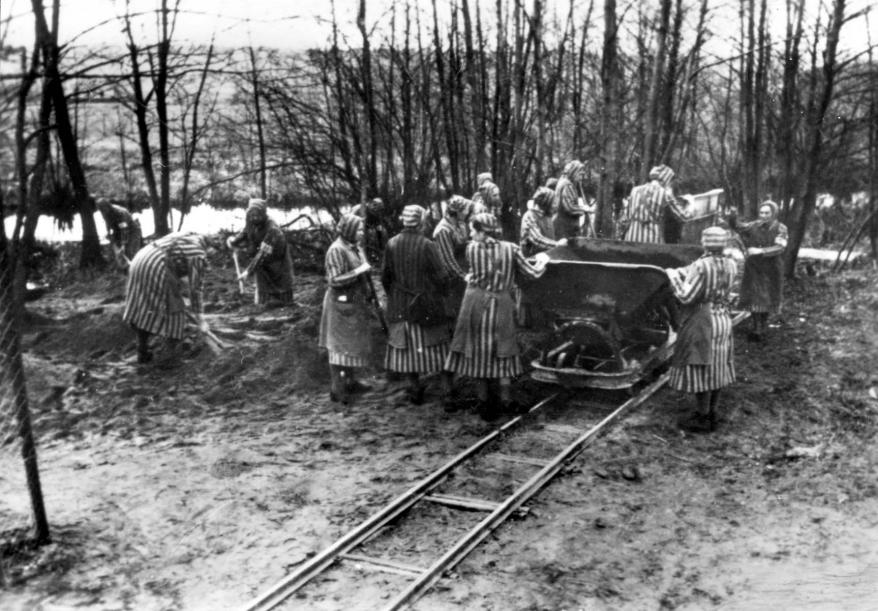
1939: Zwangsarbeiterinnen im KZ Ravensbrück

- 1939: Die ersten weiblichen Häftlinge aus dem KZ Lichtenburg werden in das neugebaute Frauenkonzentrationslager Ravensbrück verlegt. Diese Häftlinge müssen zunächst beim weiteren Ausbau des Lagers und beim Bau der Wohnsiedlung für die SS-Wachmannschaft mitarbeiten.

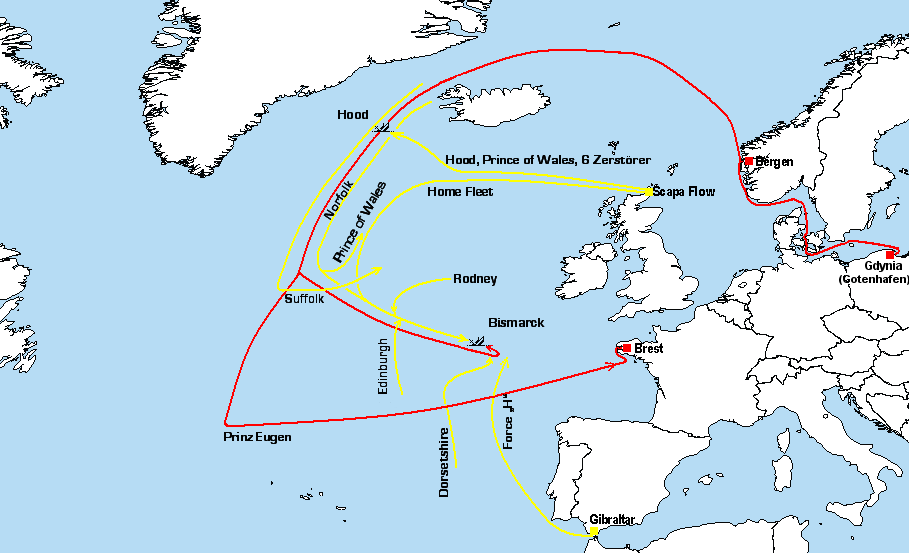
1941: Unternehmen Rheinübung

- 1941: Das Schlachtschiff Bismarck der deutschen Kriegsmarine läuft mit dem schweren Kreuzer Prinz Eugen und mehreren Zerstörern von Gotenhafen zum Unternehmen Rheinübung Richtung Atlantik aus, um den U-Boot-Krieg im Zweiten Weltkrieg zu unterstützen.
- 1943: In Hot Springs, Virginia, beginnt die erste internationale Konferenz zu Fragen der Welternährung, an der 43 Staaten teilnehmen. In der Folge bereitet die Konferenz die Gründung einer internationalen Organisation vor, der Food and Agriculture Organization (FAO).

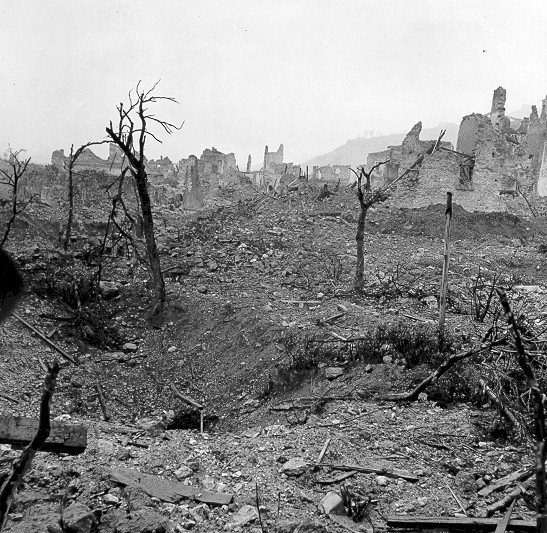
1944: Monte Cassino nach der Schlacht

- 1944: Das italienische Kloster Montecassino wird nach einer mehr als vier Monate dauernden, verlustreichen Schlacht im Zweiten Weltkrieg von alliierten Truppen eingenommen.
- 1944: Beginn der Deportation der Krimtataren von der Krim nach Zentralasien. Innerhalb weniger Tage (18. bis 20. Mai 1944) wurden etwa 189.000 Menschen unter fürchterlichen Bedingungen per Zug verfrachtet.
- 1947: Durch eine Volksabstimmung wird die Verfassung des Landes Rheinland-Pfalz von 53 % der Wahlberechtigten angenommen.
- 1948: Das Legislativ-Yuan, die gesetzgebende Versammlung der Republik China, tritt erstmals nach dem Zweiten Weltkrieg in Nanjing zusammen.
- 1948: Die nach der Zerstörung im Zweiten Weltkrieg wiederaufgebaute Frankfurter Paulskirche wird eingeweiht.
- 1953: Der nach Kriegsschäden verbliebene Sockel des Kaiser-Wilhelm-Denkmals am Deutschen Eck in Koblenz wird von Bundespräsident Theodor Heuss als künftiges Mahnmal der deutschen Einheit der Bevölkerung zur Nutzung überlassen.
- 1974: Indien führt unter dem Decknamen Operation Smiling Buddha seinen ersten unterirdischen Atombombenversuch durch. Es wird sechste Atommacht.
- 1976: In der Bundesrepublik Deutschland wird die Neuregelung des Schwangerschaftsabbruchs (Indikationenmodell) unterzeichnet.[2]
- 1977: In Genf unterzeichnen Vertreter von 31 Staaten die ENMOD-Konvention zum Verbot umweltschädigender Mittel der Kriegsführung.

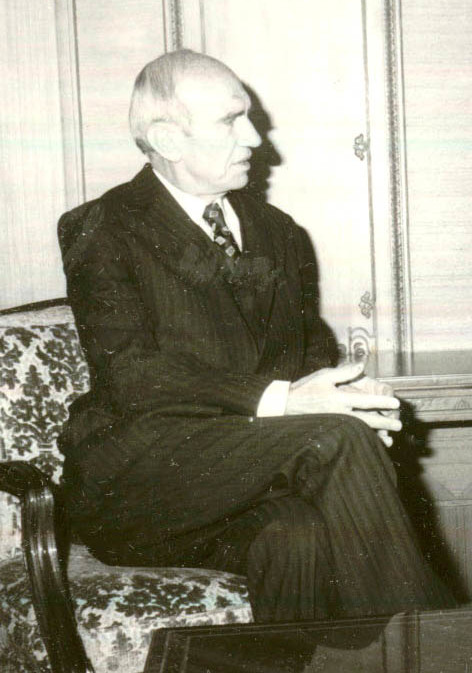
1980: Rudolf Kirchschläger

- 1980: Der von SPÖ und ÖVP gemeinsam unterstützte Rudolf Kirchschläger wird mit dem Rekordergebnis von 79,9 % gegen den von der FPÖ unterstützten Willfried Gredler und den Rechtsextremisten Norbert Burger neuerlich zum Bundespräsidenten von Österreich gewählt.
- 1980: In Gwangju in Südkorea werden Demonstrationen und ein Aufstand für mehr Demokratie von dem diktatorischen Regime gewaltsam unterdrückt. Bei der Niederschlagung des Aufstandes (siehe Gwangju-Aufstand), der am 18. Mai begann und am 27. Mai mit einem Blutbad endete, sterben nach offiziellen Angaben 154 Menschen und 4141 wurden zum Teil schwer verletzt.

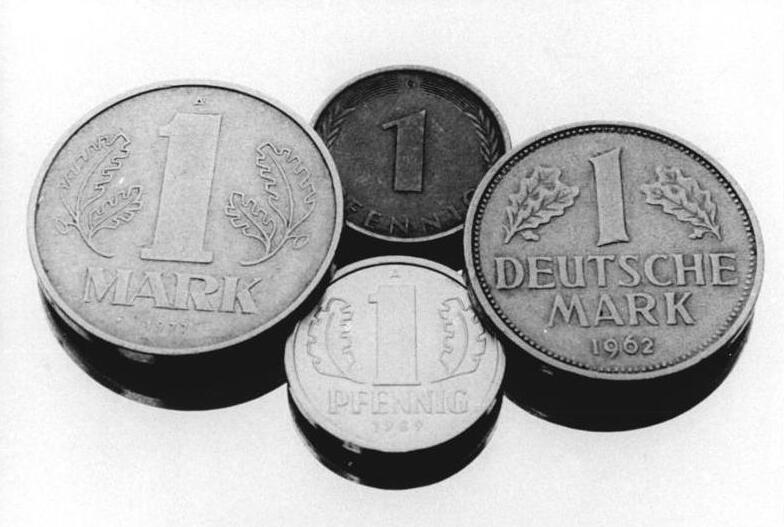
1990: Münzen beider deutscher Staaten

- 1990: Theo Waigel und Walter Romberg unterzeichnen den Deutsch-Deutschen Staatsvertrag zur Bildung einer Währungs-, Wirtschafts- und Sozialunion. Der Vertrag tritt am 1. Juli in Kraft.

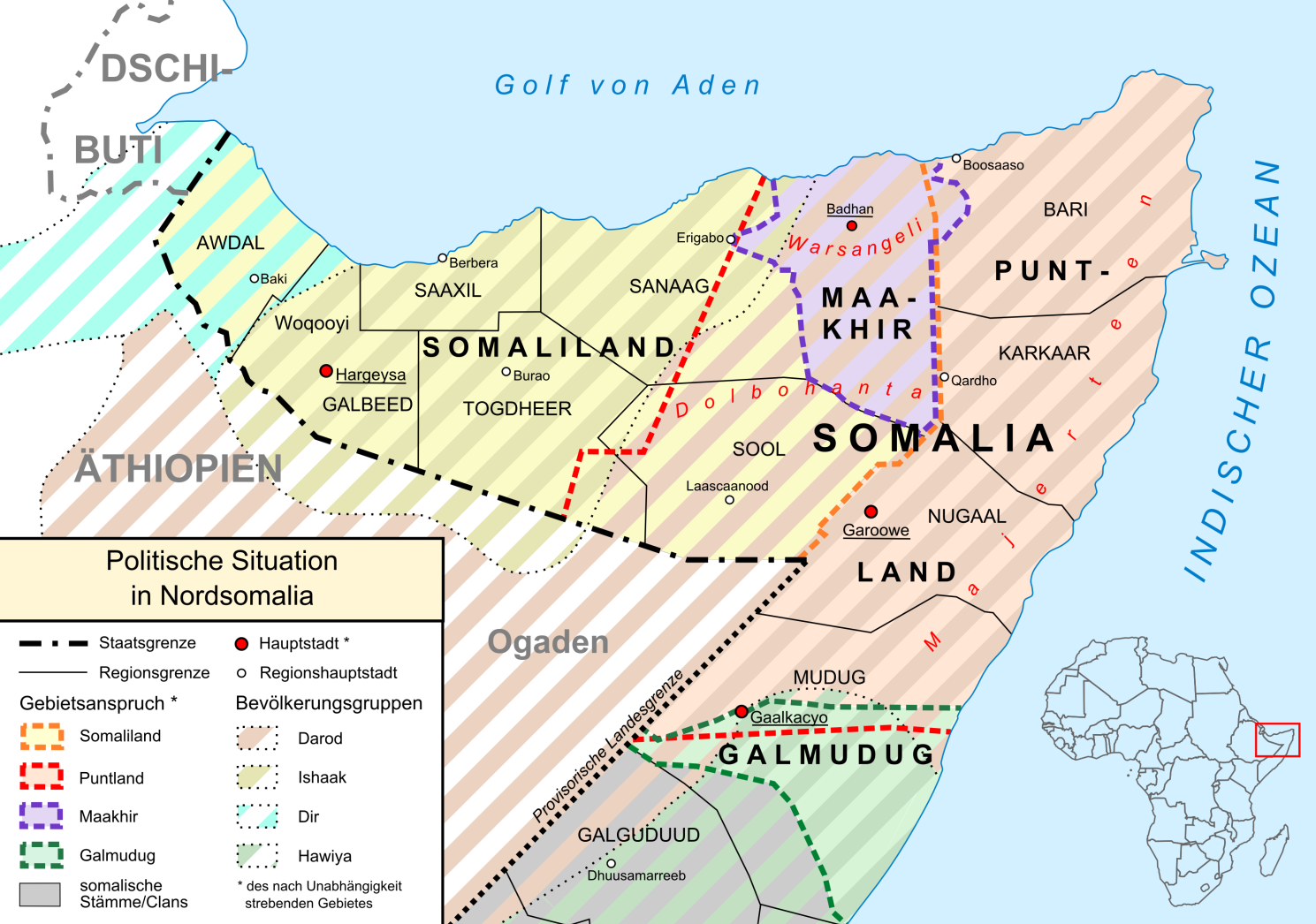
1991: Somaliland

- 1991: Als Folge des eskalierenden Bürgerkriegs in Somalia erklärt sich die faktisch autonome Region Somaliland einseitig für unabhängig. Trotz internationaler Nichtanerkennung – mit Ausnahme durch Taiwan – entwickelt sich in dem Land in der Folge eine relativ stabile Demokratie.
- 1991: In Zürich beginnt im Wohlgroth-Areal die größte Schweizer Hausbesetzung, die rund zweieinhalb Jahre andauern wird.
- 1992: Nachdem mehrere Bundesstaaten eine verfassungsergänzende Vorlage von 1789 ratifiziert haben, bestätigt der Archivar der Vereinigten Staaten das Zustandekommen der notwendigen Dreiviertelmehrheit für den 27. Zusatzartikel zur Verfassung der Vereinigten Staaten.
- 1993: In einem zweiten Referendum stimmt die Mehrheit der Dänen für einen Beitritt Dänemarks zum Vertrag von Maastricht.
- 2003: Die Schweizer Bevölkerung nimmt in einem Referendum das Reformprojekt Armee XXI für die Schweizer Armee an, mit dem der veränderten Sicherheitslage in Mitteleuropa Rechnung getragen werden soll.
- 2009: Velupillai Prabhakaran, Anführer der separatistischen Organisation Liberation Tigers of Tamil Eelam (LTTE), wird auf der Flucht durch sri-lankische Soldaten getötet.
- 2019: Heinz-Christian Strache tritt aufgrund der Ibiza-Affäre vom Vizekanzleramt Österreichs zurück. Bundeskanzler Sebastian Kurz erklärte das Ende der Koalition von ÖVP und FPÖ und kündigt Neuwahlen für September 2019 an.

### Wirtschaft
- 1830: Der englische Erfinder Edwin Beard Budding schließt einen Produktionsvertrag für den von ihm erfundenen Rasenmäher, einen Spindelmäher, ab.
- 1885: Die Bank of Japan gibt ihre ersten Banknoten aus.
- 1951: Im schwedischen Lund werden die ersten von Erik Wallenberg nach einer Idee von Ruben Rausing erfundenen Tetra Pak-Verpackungen für Milch der Öffentlichkeit vorgestellt.
- 1995: In Miami, Florida, wird der geflüchtete und mit Haftbefehl gesuchte deutsche Bauunternehmer Jürgen Schneider zusammen mit seiner Frau Claudia festgenommen. Durch geschönte Angaben hat er über fünf Milliarden D-Mark Bankschulden aufgehäuft.

### Wissenschaft und Technik

44 v. Chr.: Aufgang des Kometen Caesar

- 0044 v. Chr.: Der Komet C/-43 K1 (Komet Caesar) wird in China entdeckt. Im Juli desselben Jahres ist er in Rom sichtbar und wird vom Volk als die vergöttlichte Erscheinung der Seele des ermordeten Gaius Iulius Caesar angesehen und von seinem Adoptivsohn Octavianus, dem späteren Kaiser Augustus, zu theopolitischen Propagandazwecken benutzt.
- 1967: Bei einem Experiment mit einer gestarteten Rakete wird der erste Röntgendoppelstern entdeckt. Der Pulsar Centaurus X-3 liegt im Sternbild Zentaur.

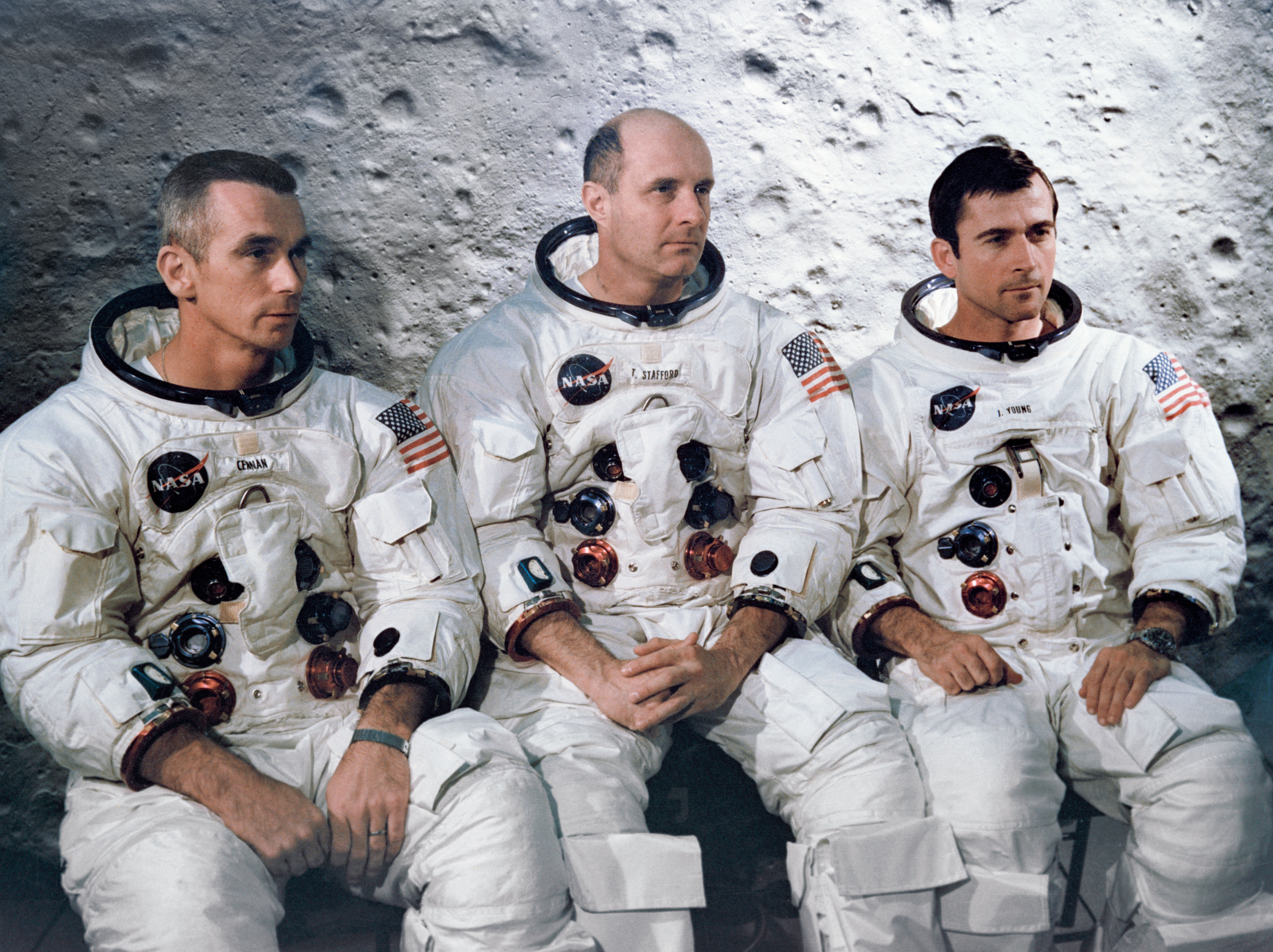
1969: Crew Apollo 10

- 1969: Die US-amerikanische Raummission Apollo 10 mit den Astronauten Tom Stafford, John Young und Eugene Cernan an Bord startet mit einer Saturn-Trägerrakete vom Kennedy Space Center in Florida aus zur Simulierung einer Mondlandung. Der Raumflug, Generalprobe für die geplante erste bemannte Mondlandung, dauert bis zum 26. Mai.
- 1970: C/1970 K1, ein sonnenstreifender Komet der Kreutz-Gruppe, wird erstmals gesichtet.
- 1974: Der 646,38 Meter hohe Sendemast Radio Warschau in Gąbin, Polen, wird fertiggestellt. Der am 30. Juli offiziell in Betrieb genommene Sendemast ist bis zu seinem Einsturz am 8. August 1991 das höchste Bauwerk der Welt.
- 1990: Der TGV Atlantique stellt mit 515,3 km/h einen Weltrekord für schienengebundene Fahrzeuge auf, der erst am 3. April 2007 vom V150 überboten werden wird.
- 2004: In Bangladesch wird die 1,8 km lange Lalon-Shah-Brücke, die erste Straßenbrücke über die Padma und zugleich eine der größten Brücken des Landes, für den Verkehr freigegeben.
- 2015: Das ZDF nimmt für seine Kanäle eine neue Sendeabwicklung in Betrieb; seitdem können alle Sender, die unter dem ZDFvision-Bouquet verbreitet werden, nativ in HD senden.

### Kultur

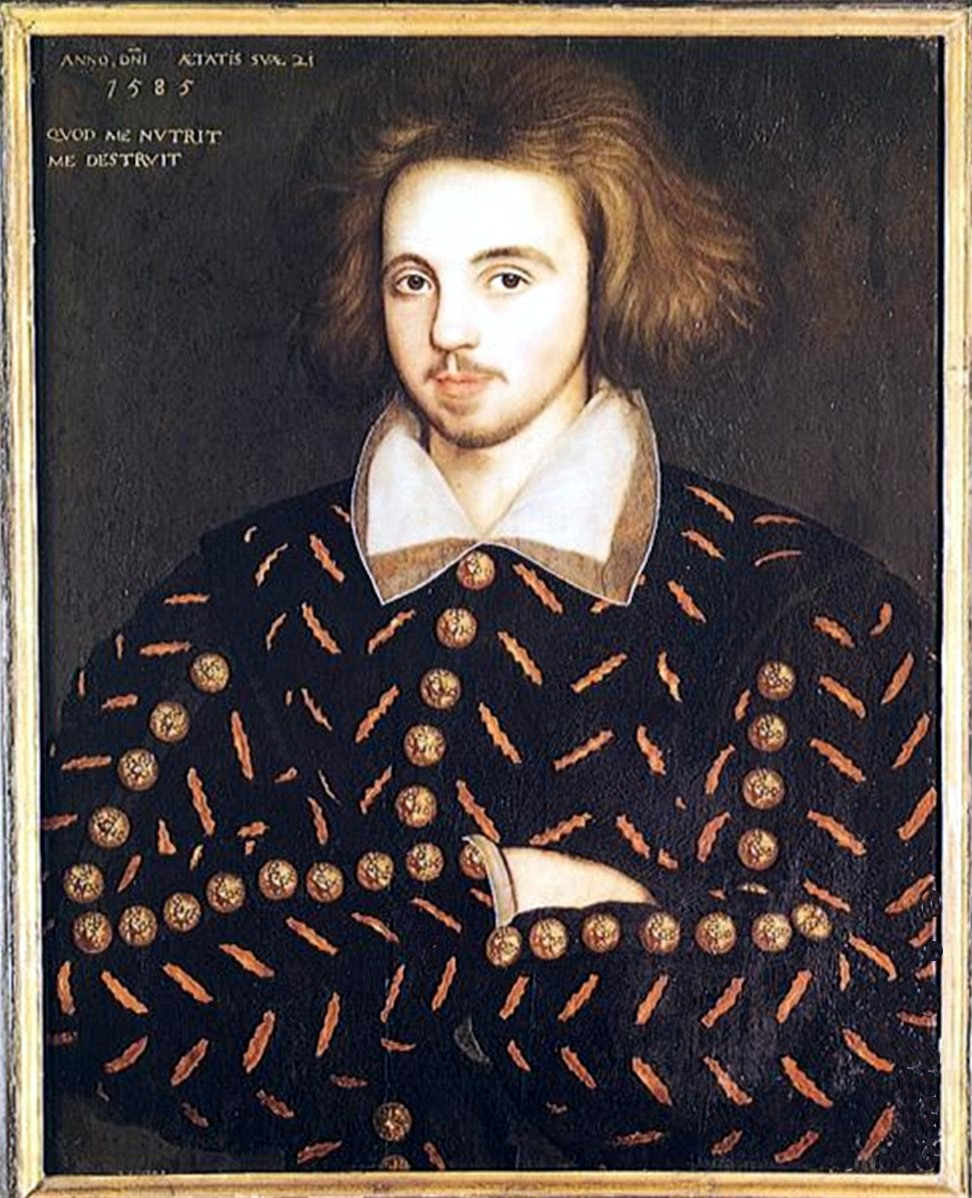
1593: Christopher Marlowe

- 1593: Nachdem er von seinem Freund Thomas Kyd unter der Folter beschuldigt worden ist, erhält der englische Dramatiker Christopher Marlowe eine Vorladung vor den Privy Council wegen des Verdachts der Häresie.
- 1724: Die Kirchenkantate Wer da gläubet und getauft wird von Johann Sebastian Bach wird anlässlich des Festes Christi Himmelfahrt in Leipzig uraufgeführt.
- 1768: Die komische Oper Die Liebe auf dem Lande von Johann Adam Hiller hat ihre Uraufführung in Leipzig.
- 1894: Die Uraufführung der Oper Rafael von Anton Stepanowitsch Arenski findet am Bolschoi-Theater in Moskau statt.

1895: Venedig in Wien

- 1895: Der vom Unternehmer Gabor Steiner gemeinsam mit dem Architekten Oskar Marmorek errichtete Themenpark Venedig in Wien im Wiener Prater wird eröffnet.

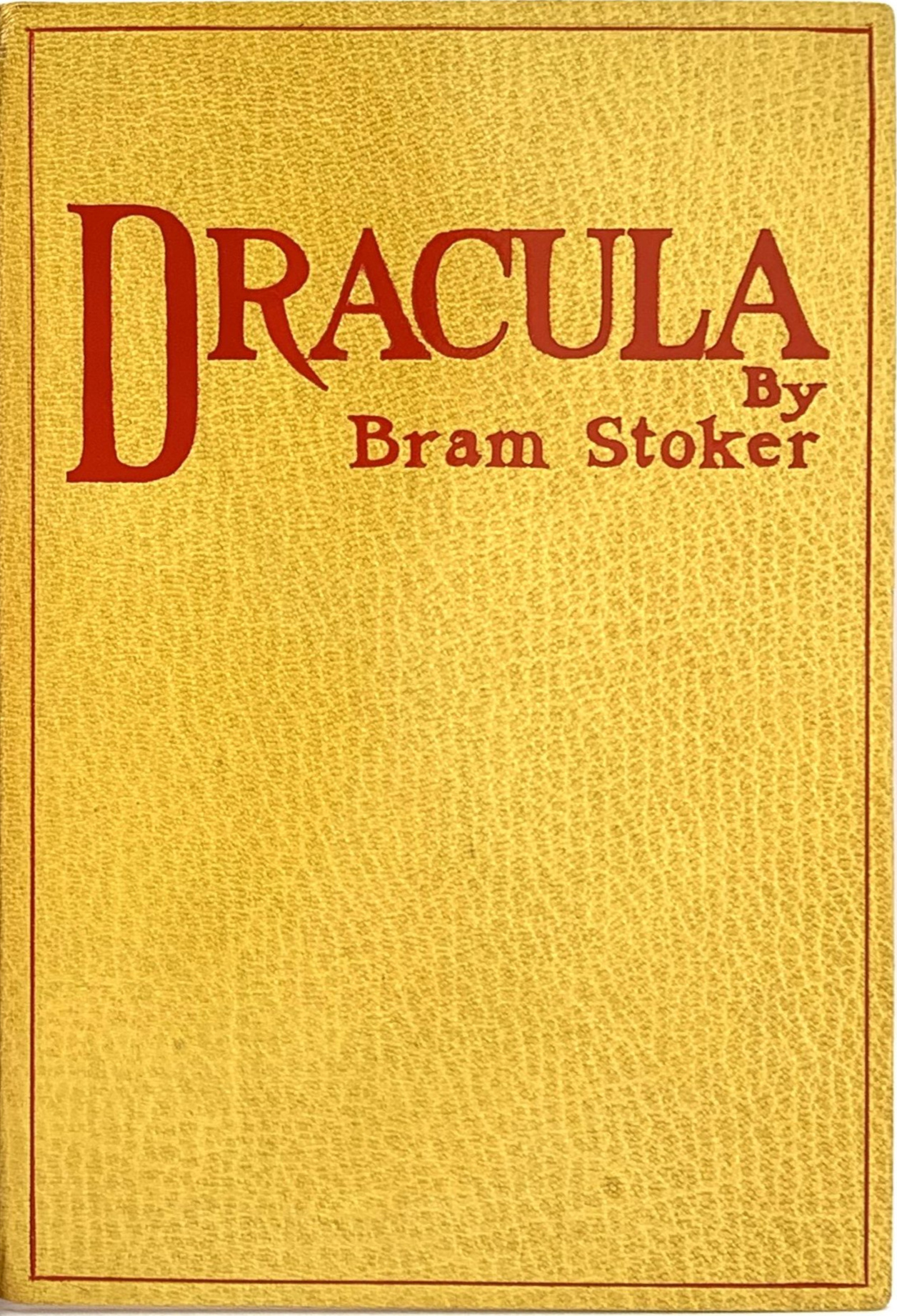
1897: Dracula, Erstausgabe

- 1897: Der Vampirroman Dracula des irischen Autors Bram Stoker wird in London veröffentlicht.
- 1940: Die Uraufführung der Oper Volo di notte von Luigi Dallapiccola nach Antoine de Saint-Exupérys zweitem Roman Vol de nuit erfolgt am Teatro della Pergola in Florenz.
- 1961: Das französische Comic-Magazin Pilote beginnt mit dem Abdruck von Astérix et les Goths, das als erstes Asterix-Abenteuer außerhalb Galliens spielt.
- 1961: Bei den 14. Internationalen Filmfestspielen von Cannes wird Luis Buñuels Spielfilm Viridiana, der drei Tage später im franquistischen Spanien verboten wird, mit der Goldenen Palme ausgezeichnet.
- 1972: Das Theaterstück Die neuen Leiden des jungen W. von Ulrich Plenzdorf nach seinem gleichnamigen Montageroman wird in Halle (Saale) uraufgeführt.
- 1976: Auf der Hofgartenwiese in Bonn findet die erste Vorstellung des von Bernhard Paul und André Heller gegründeten Circus Roncalli statt, der anschließend auf Tournee geht.

### Gesellschaft
- 1152: Eleonore von Aquitanien heiratet ohne Zustimmung ihres Ex-Ehemanns und Lehnsherren Ludwig VII. den elf Jahre jüngeren Heinrich Plantagenet, Graf von Anjou und Herzog der Normandie, späteren König von England.
- 1917: Mit dem Selective Service Act of 1917 wird in den Vereinigten Staaten während des Ersten Weltkrieges die Wehrpflicht eingeführt.

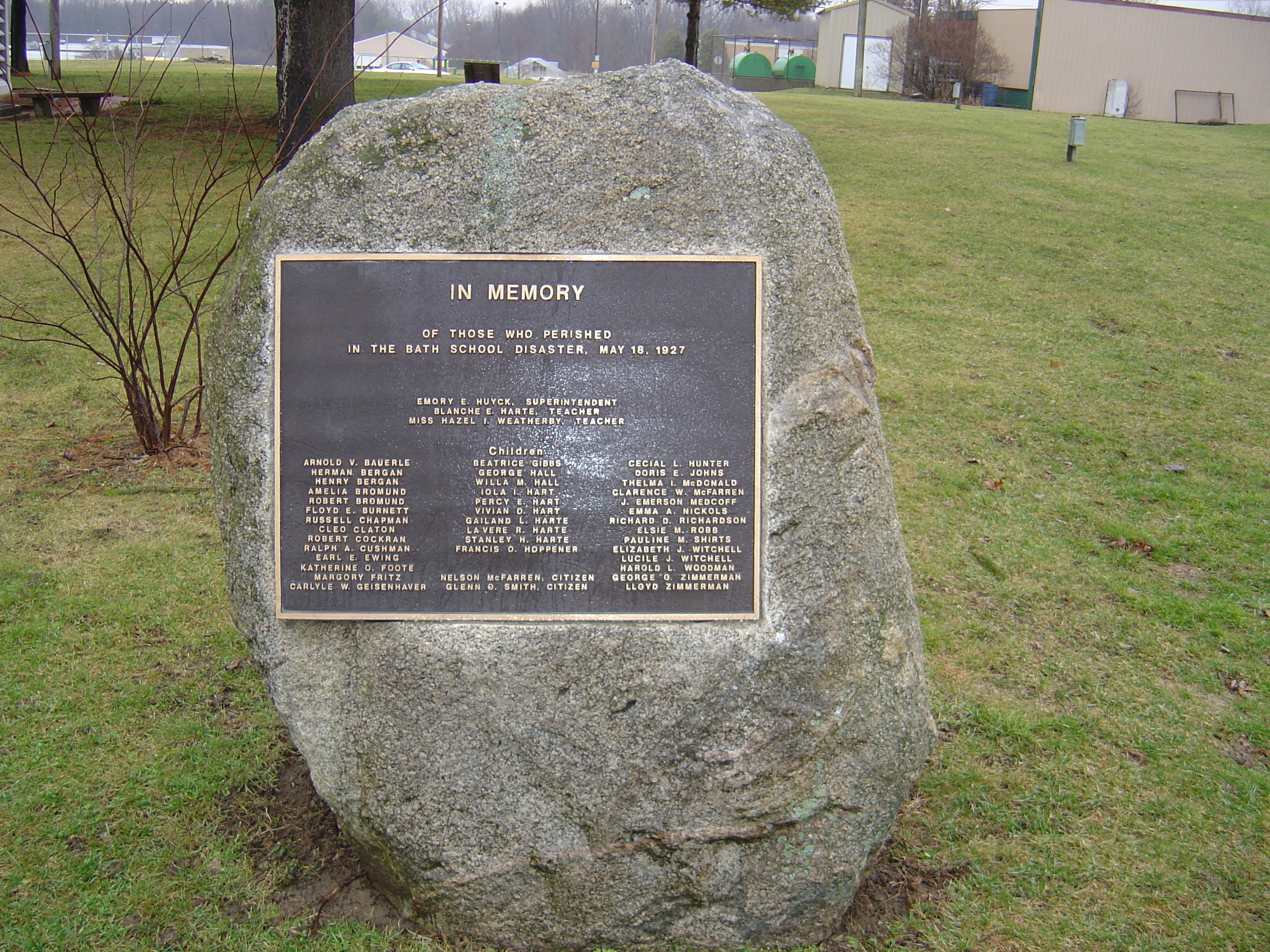
1927: Gedenkstein mit Namen der Opfer

- 1927: Beim Schulmassaker von Bath in Michigan, USA, kommen 45 Menschen, die meisten davon Kinder, nach einem Bombenanschlag ums Leben, weitere 58 werden zum Teil schwer verletzt. Auch der Täter Andrew Kehoe kommt bei dem Anschlag ums Leben.

### Religion
- 1015: Bischof Thietmar von Merseburg legt den Grundstein für den Bau einer repräsentativen Kathedrale im Bistum Merseburg an Stelle der bisherigen Johanneskirche, den zukünftigen Merseburger Dom.
- 1066: Der zum Erzbischof von Trier ernannte Kuno I. von Pfullingen wird mit seiner Begleitung am Morgen im Nachtlager überfallen, nach Ürzig verschleppt und eingekerkert. Anlass der Aktion ist mangelndes Mitwirken der Bürger, des Adels und des Klerus von Trier bei der Entscheidung durch Kaiser Heinrich IV. und daraus resultierender Unmut. Schließlich wird der Elekt am 1. Juni ermordet.

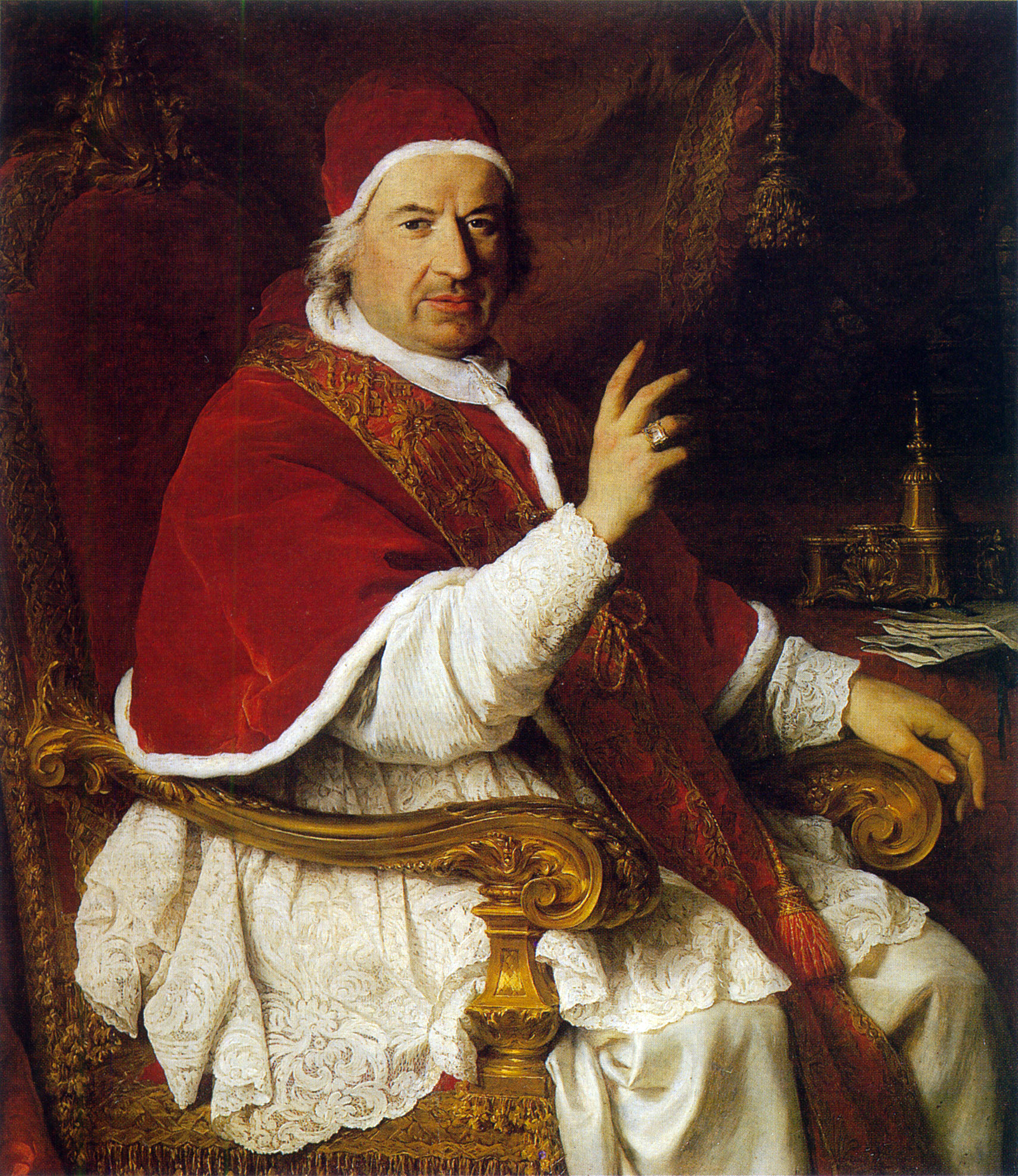
1743: Benedikt XIV.

- 1743: Mit der Enzyklika Nimiam licentiam (Übermäßiger Missbrauch) ermahnt Papst Benedikt XIV. die polnischen Brüder, Erzbischöfe und Bischöfe, bei Eheaufhebungen weniger kulant zu sein.

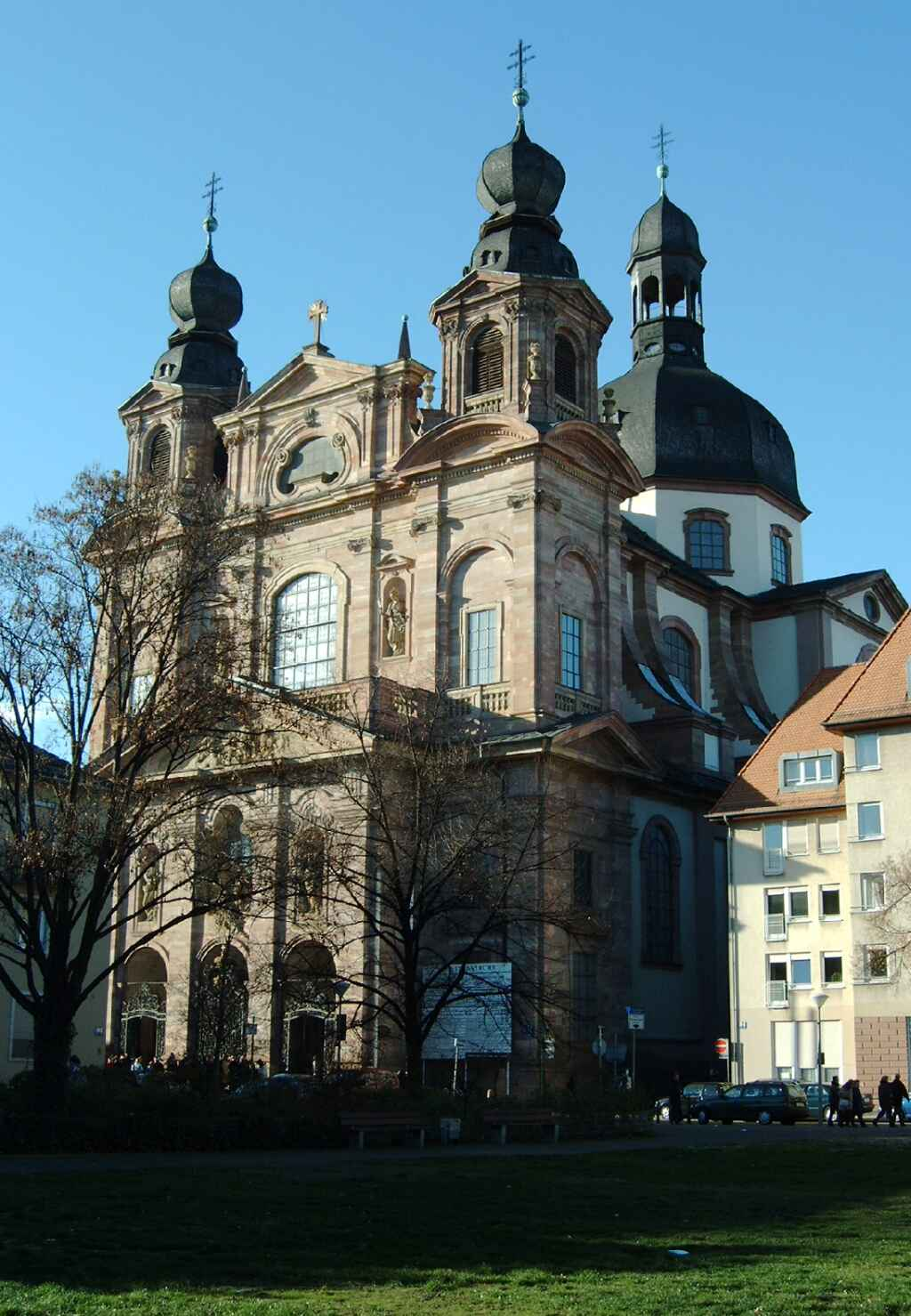
1760: Mannheimer Jesuitenkirche

- 1760: Die Jesuitenkirche in Mannheim, die laut dem Kunsthistoriker Georg Dehio bedeutendste Barockkirche Südwestdeutschlands, wird konsekriert.
- 1986: Die fünfte Enzyklika von Papst Johannes Paul II. befasst sich unter dem Titel Dominum et Vivificantem mit dem Heiligen Geist im Leben der Kirche und der Welt.

### Natur und Umwelt
- 1966: Im Rhein wird bei Duisburg der Weißwal Moby Dick gesichtet, der sich mehrere hundert Kilometer stromaufwärts verirrt hat.

### Katastrophen

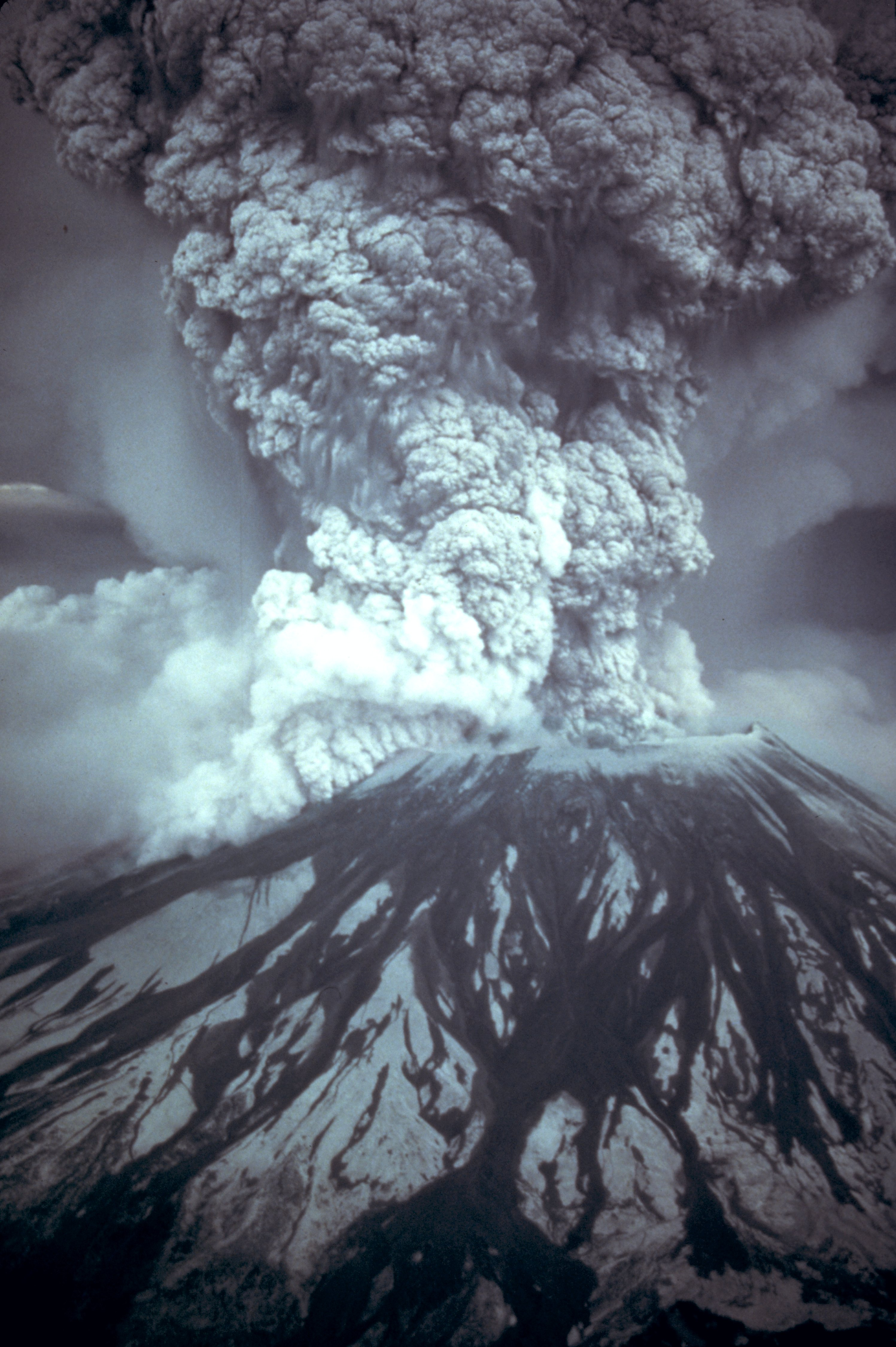
1980: Ausbruch des Mount St. Helens

- 1980: Beim Ausbruch des Mount St. Helens im Bundesstaat Washington in den USA rutscht der nördliche Gipfel des Vulkans ab, wodurch ein pyroklastischer Strom freigesetzt wird, der 57 Menschen tötet, unter ihnen der Vulkanologe David A. Johnston.

Kleinere Unglücksfälle sind in den Unterartikeln von Katastrophe und in der Liste von Katastrophen aufgeführt.

### Sport
- 1912: Der US-Amerikaner George Horine überquert in Palo Alto im Hochsprung als Erster die Höhe von zwei Metern.

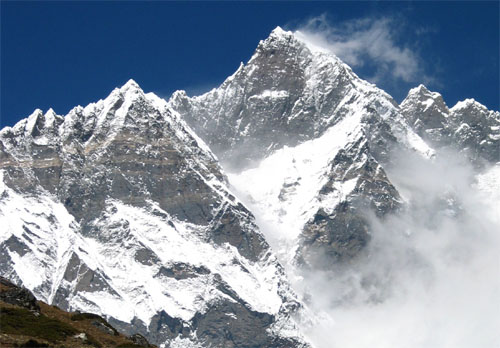
1956: Lhotse

- 1956: Den Schweizern Fritz Luchsinger und Ernst Reiss gelingt die Erstbesteigung des Lhotse im Himalaya, des mit 8516 Meter vierthöchsten Berges der Erde.
- 1971: Einer österreichischen Bergsteiger-Expedition, bestehend aus Ronald Fear, Adolf Huber, Adolf Weißensteiner und dem Sherpa Jangbu, gelingt die Erstbesteigung des Dhaulagiri II, eines 7751 Meter hohen Berges in Nepal.
- 2005: ZSKA Moskau schlägt im UEFA-Cup Sporting Lissabon mit 3:1 und gewinnt so als erste russische Elf eine Fußballtrophäe auf europäischer Ebene.
- 2022: Durch einen 5:4-Sieg i. E. über die Glasgow Rangers gewinnt Eintracht Frankfurt die UEFA Europa League.

Einträge von Leichtathletik-Weltrekorden befinden sich unter der jeweiligen Disziplin unter Leichtathletik.

## Geboren

### Vor dem 18. Jahrhundert

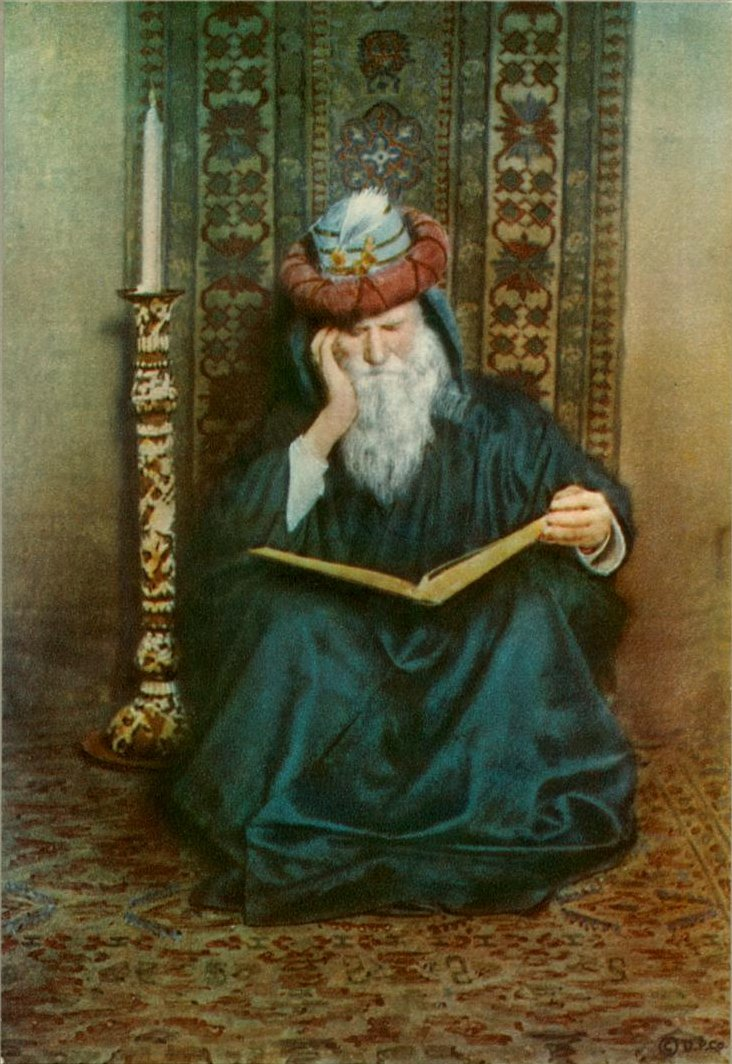
Omar Chayyām (* 1048)

- 1048: Omar Chayyām, persischer Mathematiker, Astronom, Philosoph und Dichter
- 1452: Heinrich der Jüngere von Münsterberg, böhmischer Diplomat und Schriftsteller
- 1474: Isabella d’Este, italienische Renaissancefürstin
- 1475: Alfons, Infant von Portugal, gesamtiberischer Thronfolger
- 1533: Johannes Caselius, deutscher Humanist, Jurist und Philologe
- 1616: Johann Jakob Froberger, deutscher Komponist
- 1654: Ernst Glück, deutscher Theologe und Bibelübersetzer
- 1656ː Ursula Elisabeth Metzsch, deutsche, geistliche Lyrikerin des Barock
- 1682: Shahu I., indischer Regent

### 18. Jahrhundert
- 1701: Charles Lennox, 2. Duke of Richmond, britischer General und Politiker
- 1710: Johann II Bernoulli, Schweizer Mathematiker

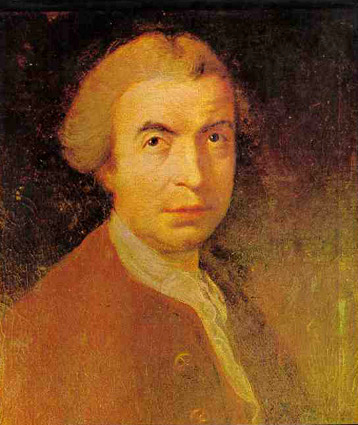
Rugjer Josip Bošković (* 1728)

- 1711: Rugjer Josip Bošković, italienisch-serbischer Mathematiker und Astronom
- 1716: Franz Ludwig Pfyffer, Schweizer Politiker und Kartograf
- 1719ː Katharina Agricola, deutsche Haushälterin und Opfer der Justiz
- 1728: Johann Andreas Tafinger, deutscher Pädagoge und evangelischer Theologe
- 1732: Johann Jakob Faesch, Schweizer Offizier in niederländischen Diensten, Kaufmann, Plantagenbesitzer in Suriname und Politiker
- 1735: Nathaniel Dance-Holland, britischer Maler und Politiker
- 1736: Eiler Christopher von Ahlefeldt, deutsch-dänischer Amtmann
- 1736: Friedrich Wilhelm von Erdmannsdorff, Architekt und Architekturtheoretiker, Vertreter des deutschen Frühklassizismus
- 1737: Francesco Arcangeli, italienischer Mörder
- 1746: Félix de Azara, spanischer Offizier, Naturforscher und Landvermesser
- 1746: Johann Werner Streithorst, deutscher evangelischer Theologe
- 1747: Johann Christoph Friedrich Schulz, deutscher Theologe
- 1757: Karl Christian von Langsdorf, deutsch-litauischer Mathematiker
- 1762: Félix Baciocchi, Schwager Napoleons und Fürst von Lucca und Piombino
- 1767: Joseph Appel, österreichischer Numismatiker
- 1769: Karl Friedrich August von Seydewitz, bayerischer Generalmajor
- 1770: Ferdinand Heinrich Lachmann, deutscher Pädagoge
- 1772: Carl von Brühl, Generalintendant der Schauspiele und Museen in Berlin
- 1774: Georg Leonhard Zili, Schweizer Kaufmann und Bankier
- 1776ː Johanne Karoline Wilhelmine Spazier, deutsche Dichterin und Schriftstellerin
- 1777: Auguste Charlotte von Kielmannsegge, sächsische Adlige und geheime Agentin Napoleons
- 1778: Andrew Ure, britischer Mediziner, Professor für Naturgeschichte und Chemie
- 1781: David Hazzard, US-amerikanischer Politiker, Gouverneur des Bundesstaates Delaware
- 1782: Ludwig Adolf Wilhelm von Lützow, preußischer General, Gründer des Lützowschen Freikorps
- 1783: Jabbo Oltmanns, ostfriesischer Mathematiker, Astronom und Professor der Angewandten Mathematik
- 1792: Margaret Ann Neve, britische Supercentenarian
- 1797: Friedrich August II., König von Sachsen

### 19. Jahrhundert

#### 1801–1850
- 1808: Venancio Flores, Präsident von Uruguay

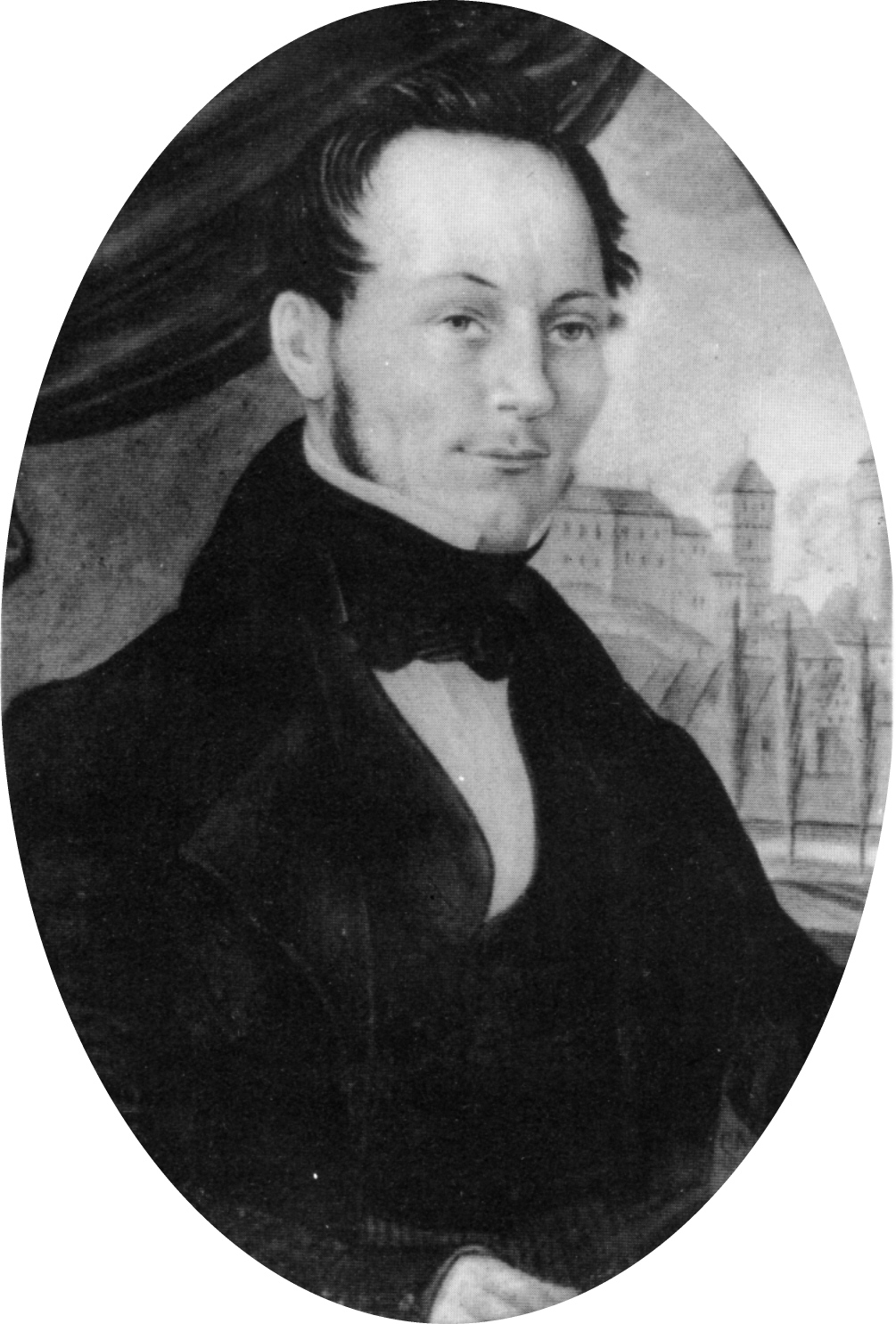
William Wilson (* 1809)

- 1809: William Wilson, britisch-deutscher Maschineningenieur, erster deutscher Lokomotivführer
- 1810: Ludwig Ofterdinger, deutscher Mathematiker
- 1810: Francesco Maria Piave, italienischer Librettist für Giuseppe Verdi
- 1812: Adolph Eduard Grube, deutscher Zoologe
- 1813: Ludwig Fick, deutscher Anatom
- 1819: Julius Hopp, deutscher Komponist, Librettist, Arrangeur und Übersetzer
- 1820: Emil Rittmeyer, Schweizer Maler
- 1821: Isabel von Spanien, spanische Infantin
- 1822: Mathew B. Brady, US-amerikanischer Fotograf und Kriegsberichtserstatter
- 1823: Johannes August Speltz, Frankfurter Jurist und Politiker
- 1824: Wilhelm Hofmeister, deutscher Botaniker und Professor
- 1825: Conrad Geißler, deutscher Orgelbauer

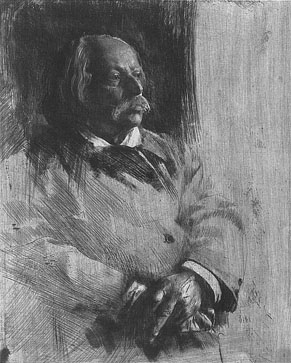
Karl Goldmark (* 1830)

- 1830: Karl Goldmark, ungarisch-österreichischer Komponist
- 1833: Johann von Säxinger, deutscher Mediziner
- 1834: Anna Stang, norwegische Frauenrechtlerin
- 1845: John Beard Allen, US-amerikanischer Politiker
- 1846: Laura von Oelbermann, deutsche Stifterin und Spenderin
- 1847: Alexander Weniaminowitsch Bari, russischer Ingenieur und Unternehmer
- 1847: Karl von Schwartz, deutscher Theologe
- 1848: Hermann Diels, deutscher Altphilologe und Philosophiehistoriker
- 1850: Oliver Heaviside, britischer Mathematiker und Physiker
- 1850: Ludwig Stickelberger, Schweizer Mathematiker

#### 1851–1900
- 1851: James Budd, US-amerikanischer Politiker, Mitglied des Repräsentantenhauses, Gouverneur von Kalifornien
- 1852: Julius Anton Adam, deutscher Genre- und Tiermaler sowie Lithograf

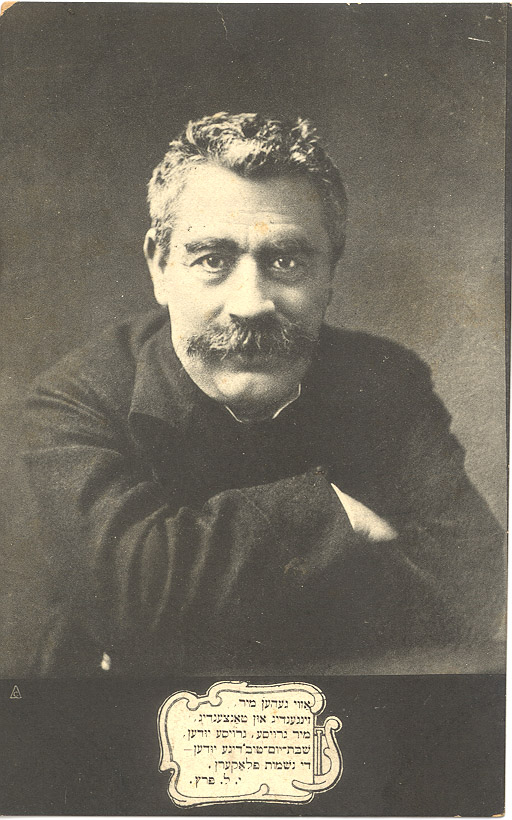
Jizchok Leib Perez (* 1852)

- 1852: Jizchok Leib Perez, polnischer Schriftsteller
- 1854: Bernard Zweers, niederländischer Komponist, Musikpädagoge und Dirigent
- 1856: Antonio Chiattone, Schweizer Bildhauer
- 1860: Eero Erkko, finnischer Journalist und Politiker, Minister
- 1860: Mary Wurm, englische Pianistin, Komponistin und Musikpädagogin
- 1862: Hans von Ramsay, deutscher Offizier und Forschungsreisender
- 1862: Theodor Scheinpflug, deutsch-baltischer Pastor, evangelischer Märtyrer
- 1863: Ludwig Abel, deutscher Semitist
- 1865: Traugott von Jagow, deutscher Verwaltungsjurist, Beamter und Politiker, Polizeipräsident von Berlin, Regierungspräsident von Breslau
- 1866: Fritz Ahrberg, deutscher Unternehmer
- 1868: Jacques-Antoine Arlaud, Schweizer Miniaturmaler und Porträtist
- 1868: Ludwig Landmann, deutscher Kommunalpolitiker, Oberbürgermeister von Frankfurt am Main

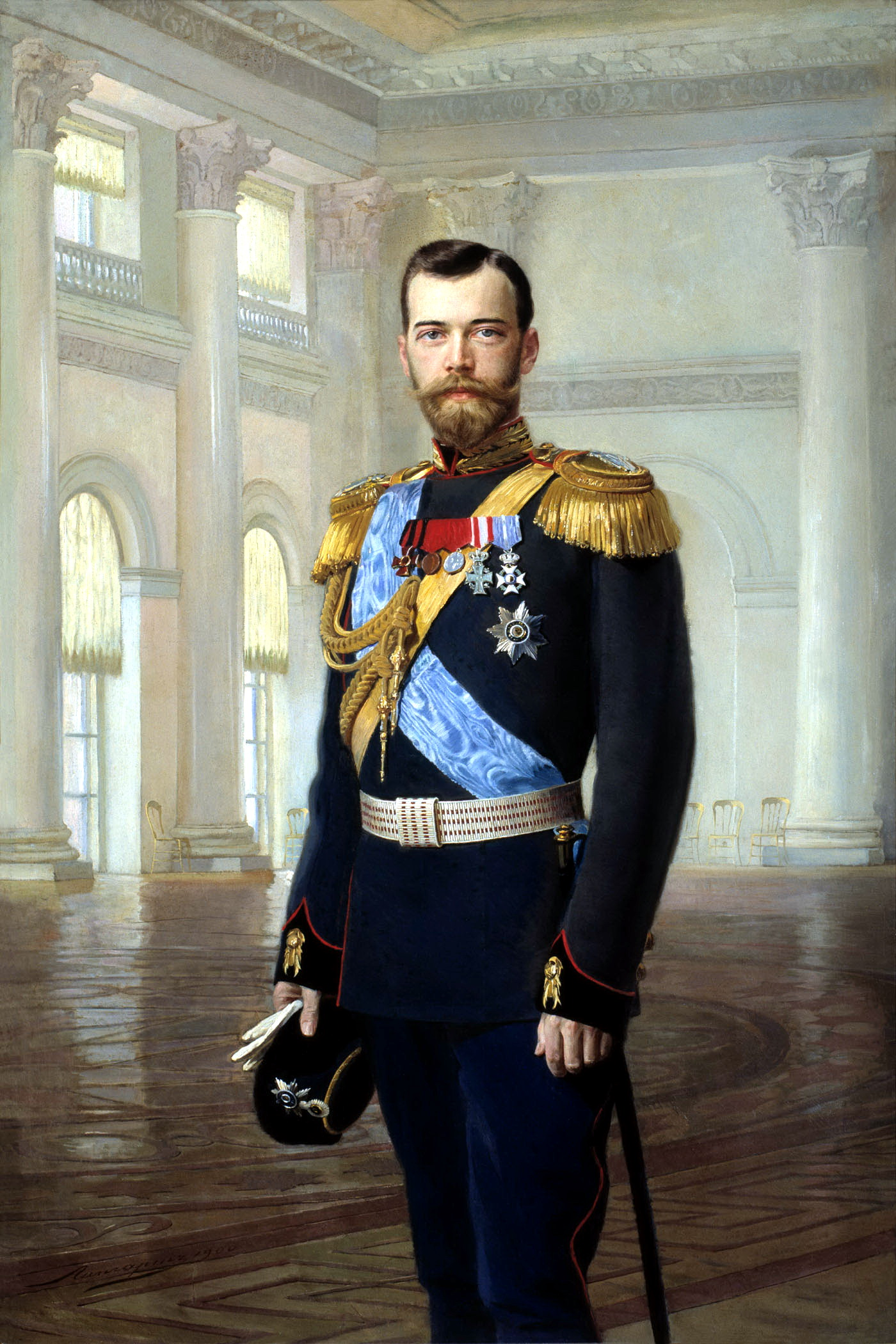
Nikolaus II. (* 1868)

- 1868: Nikolaus II., letzter russischer Zar
- 1869: Jenny Marba, deutsche Schauspielerin, Opfer der Shoah
- 1869: Rupprecht, letzter bayrischer Kronprinz, Sohn von König Ludwig III. von Bayern
- 1871: Fanny Gräfin zu Reventlow, deutsche Schriftstellerin
- 1872: Bertrand Russell, englischer Mathematiker und Philosoph, Nobelpreisträger
- 1874: Lenah Higbee, amerikanische Superintendentin des United States Navy Nurse Corps
- 1875: Guido Alberto Fano, italienischer Komponist, Dirigent und Pianist
- 1876: Hermann Müller, deutscher Politiker, MdR, Mitglied der Weimarer Nationalversammlung, Reichsminister, Reichskanzler
- 1877: John Victor Bergquist, US-amerikanischer Komponist und Organist
- 1878: Johannes Terwogt, niederländischer Ruderer, Olympiamedaillengewinner
- 1879: Bruno Bielefeld, deutscher Maler, Radierer und Lithograph
- 1879: Dominique Follacci, französischer Kunstturner
- 1880: Theodor Laurezzari, deutscher Ruderer
- 1880: Elieser Steinbarg, russisch-rumänischer Schriftsteller
- 1882: Georgi Atanassow, bulgarischer Komponist und Dirigent
- 1882: Eduardo Fabini, uruguayischer Komponist

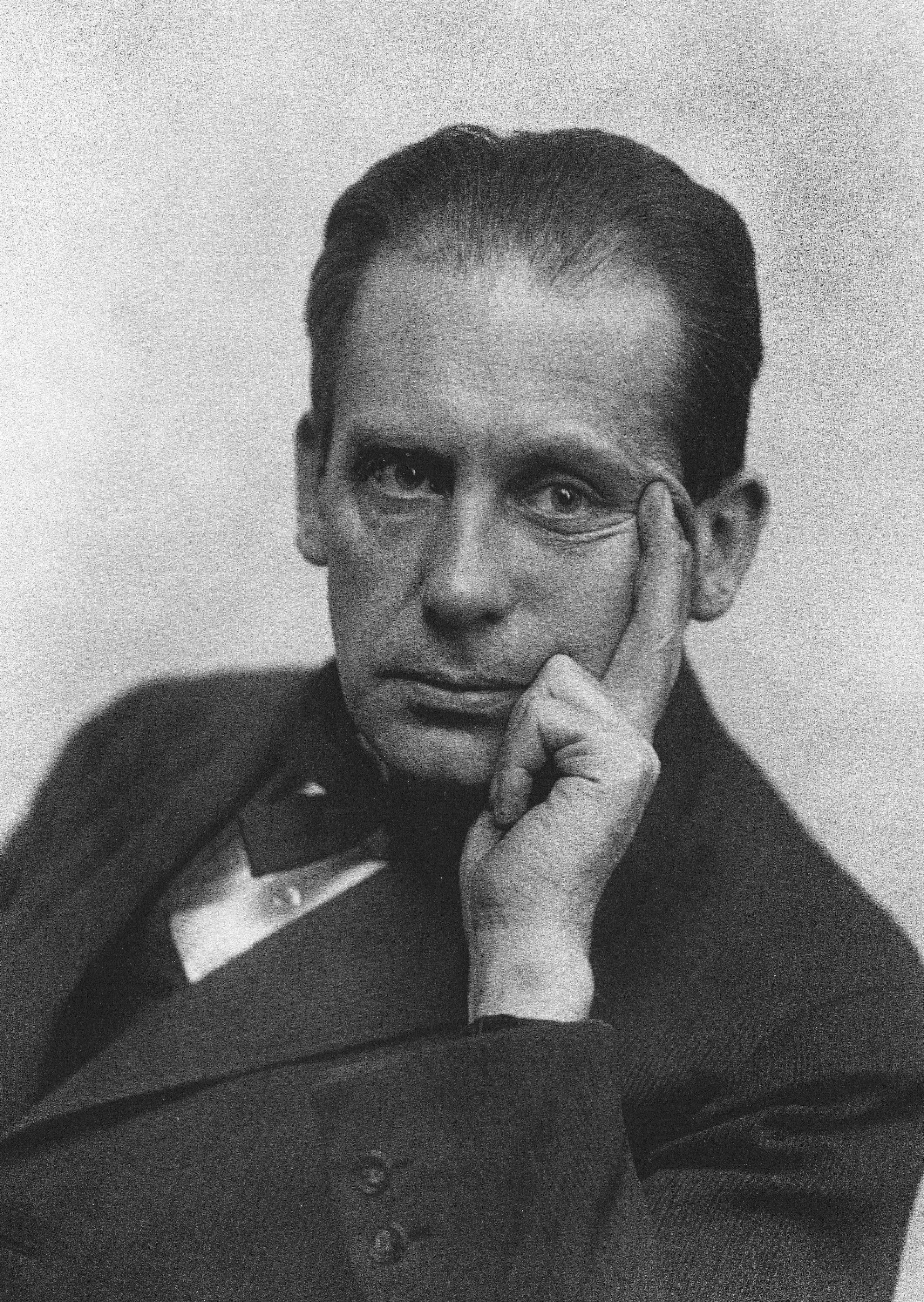
Walter Gropius (* 1883)

- 1883: Walter Gropius, deutscher Architekt, Gründer des Bauhauses
- 1885: Kurt Löwenstein, deutscher Politiker, MdR
- 1886: Grigori Borissowitsch Adamow, russischer Schriftsteller
- 1887: Ernst Wiechert, deutscher Schriftsteller
- 1889: Gunnar Gunnarsson, isländischer Schriftsteller
- 1889: Paul Haefelin, Schweizer Jurist und Politiker
- 1889: Thomas Midgley, US-amerikanischer Chemiker und Erfinder
- 1889: Jacob Levy Moreno, österreichisch-amerikanischer Arzt, Psychiater und Soziologe
- 1890: Fritz Nagel, deutscher Landwirtschaftspädagoge und Hochschullehrer
- 1891: Rudolf Carnap, US-amerikanisch-deutscher Philosoph
- 1893: Friedrich Sieburg, deutscher Journalist, Schriftsteller und Literaturkritiker
- 1894: Edmund Adam, deutscher Fernschachspieler und Schachfunktionär
- 1896: Ernst Emil Jung, deutscher Reeder
- 1897: Frank Capra, US-amerikanischer Filmregisseur
- 1898: Hans Kroll, deutscher Diplomat, Botschafter in Belgrad, Tokio und Moskau
- 1899: Adelmo Melecci, kanadischer Organist, Komponist und Musikpädagoge
- 1900: Wolfgang Heinz, deutscher Schauspieler

### 20. Jahrhundert

#### 1901–1925
- 1901: Robert Ochsenfeld, deutscher Physiker
- 1901: Henri Sauguet, französischer Komponist

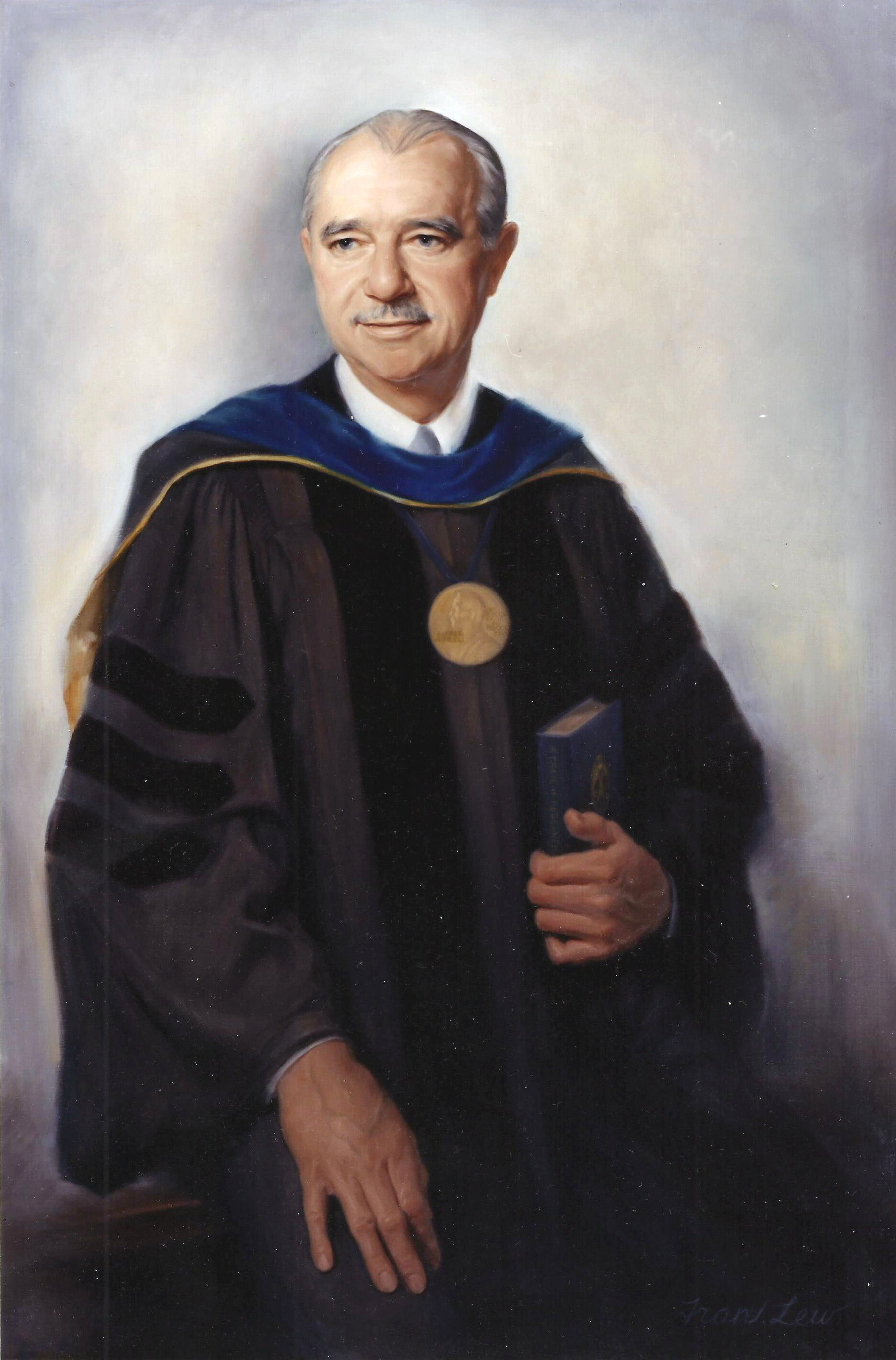
Vincent du Vigneaud (* 1901)

- 1901: Vincent du Vigneaud, US-amerikanischer Biochemiker
- 1902: Clément-Auguste Martin, französischer Automobilrennfahrer
- 1902: Meredith Willson, US-amerikanischer Musical- und Schlagerkomponist
- 1904: Alfred Jäger, tschechisch-deutscher Mediziner
- 1905: Leo Barkin, kanadischer Pianist und Musikpädagoge
- 1905: Theodor Berger, österreichischer Komponist
- 1905: Erich Zeisl, österreichischer Komponist
- 1906: Frederick Zimmermann, US-amerikanischer Kontrabassist und Musikpädagoge
- 1907: Albert Alin, französischer Automobilrennfahrer
- 1907: Carl Mydans, US-amerikanischer Fotograf
- 1907: Clifford Curzon, britischer Pianist
- 1907: Roger Gilbert-Lecomte, französischer Dichter
- 1907: Gertrud Mahnke, deutsche Gewerkschafterin
- 1907: Lucien Pailler, französischer Automobilrennfahrer
- 1908: Sándor Kuti, ungarischer Komponist
- 1908: Lya Lys, russisch- und französischstämmige, naturalisierte US-Schauspielerin
- 1909: Alexander Aigner, österreichischer Mathematiker
- 1909: Fred Perry, britischer Tischtennis- und Tennisspieler
- 1911: Ester Boserup, dänische Agrarökonomin
- 1910: Karl Eckmann, deutscher Kommunalpolitiker
- 1910: Sorodschon Michailowna Jussufowa, sowjetisch-tadschikische Geochemikerin und Hochschullehrerin

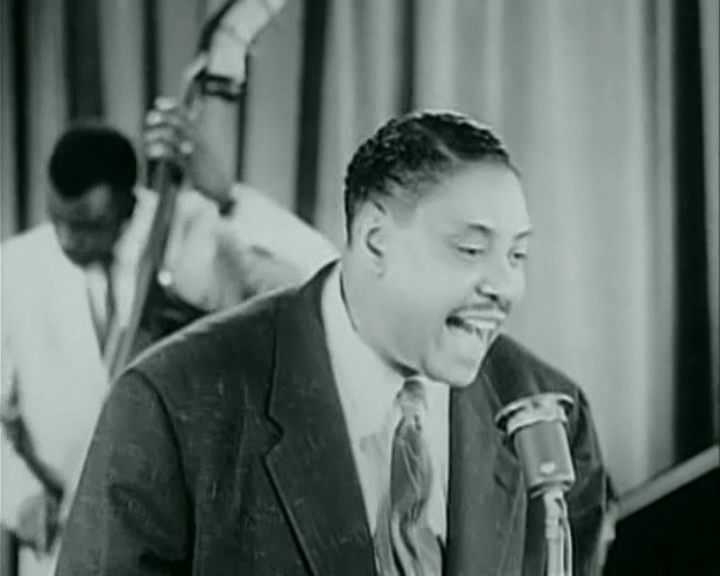
Big Joe Turner (* 1911)

- 1911: Big Joe Turner, US-amerikanischer Blues-Sänger
- 1912: Hermann Langbein, österreichischer Historiker und Widerstandskämpfer
- 1912: Perry Como, US-amerikanischer Sänger
- 1912: Richard Brooks, US-amerikanischer Regisseur
- 1912: Walter Sisulu, südafrikanischer Politiker, Antiapartheid-Kämpfer
- 1913: Nicolás Gómez Dávila, kolumbianischer Philosoph
- 1913: Jean de Montrémy, französischer Automobilrennfahrer und Rennwagenkonstrukteur
- 1913: Charles Trenet, französischer Sänger
- 1914: Pierre Balmain, französischer Modeschöpfer
- 1914: Boris Christow, bulgarisch-italienischer Opernsänger
- 1914: Toulo de Graffenried, Schweizer Automobilrennfahrer
- 1915: Heinz Funk, deutscher Filmkomponist
- 1917: Heinz Raack, deutscher Hockeyspieler
- 1918: Juanito Arteta, venezolanischer Trompeter und Arrangeur
- 1918: Rafael Colón, dominikanischer Sänger und Komponist
- 1918: Massimo Girotti, italienischer Schauspieler
- 1919: Margot Fonteyn, britische Tänzerin
- 1919: Fritz Fabricius, deutscher Rechtswissenschaftler
- 1920: Bedřich Janáček, tschechischer Organist, Komponist und Musikpädagoge

- 1920: Johannes Paul II., Papst

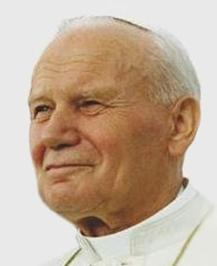
Johannes Paul II. (* 1920)

- 1921: Witold Silewicz, polnisch-österreichischer Komponist und Kontrabassist
- 1922: Adrian Hoven, österreichischer Schauspieler
- 1922: Salvatore Lauricella, italienischer Politiker
- 1922: Werner Riepel, deutscher Schauspieler, Sänger und Hörspielsprecher
- 1922: Kai Winding, US-amerikanischer Jazzposaunist
- 1924: Rudolf Elvers, deutscher Musikwissenschaftler und Bibliothekar
- 1924: Samson François, französischer Pianist und Komponist
- 1924: Robert Tronson, britischer Film- und Fernsehregisseur
- 1925: Erni Bieler, österreichische Jazz- und Schlagersängerin
- 1925: Justus Dahinden, Schweizer Architekt und Hochschullehrer

#### 1926–1950
- 1926: Hortense Anda-Bührle, Schweizer Unternehmerin, Kunstsammlerin und Mäzenin
- 1926: Bob Benny, belgischer Sänger
- 1926: Kurt Hirschhorn, US-amerikanischer Humangenetiker
- 1927: Renee Harmon, deutsche Schauspielerin
- 1927: Egon Monk, deutscher Regisseur
- 1927: Harvey Carignan, US-amerikanischer Serienmörder
- 1928: John Abineri, britischer Schauspieler
- 1928: Klaus Arnold, deutscher Bildhauer und Maler
- 1928: Rigobert Günther, deutscher Althistoriker
- 1928: Pernell Roberts, US-amerikanischer Schauspieler
- 1929: Otto Flimm, deutscher Unternehmer und ehemaliger Präsident des ADAC
- 1929: Roger Matton, kanadischer Komponist und Musikethnologe
- 1930: Ana Ariel, brasilianische Schauspielerin
- 1931: Claude Bobrowski, französischer Automobilrennfahrer
- 1931: Don Martin, US-amerikanischer Karikaturist
- 1932: Dean Tavoularis, US-amerikanischer Szenenbildner

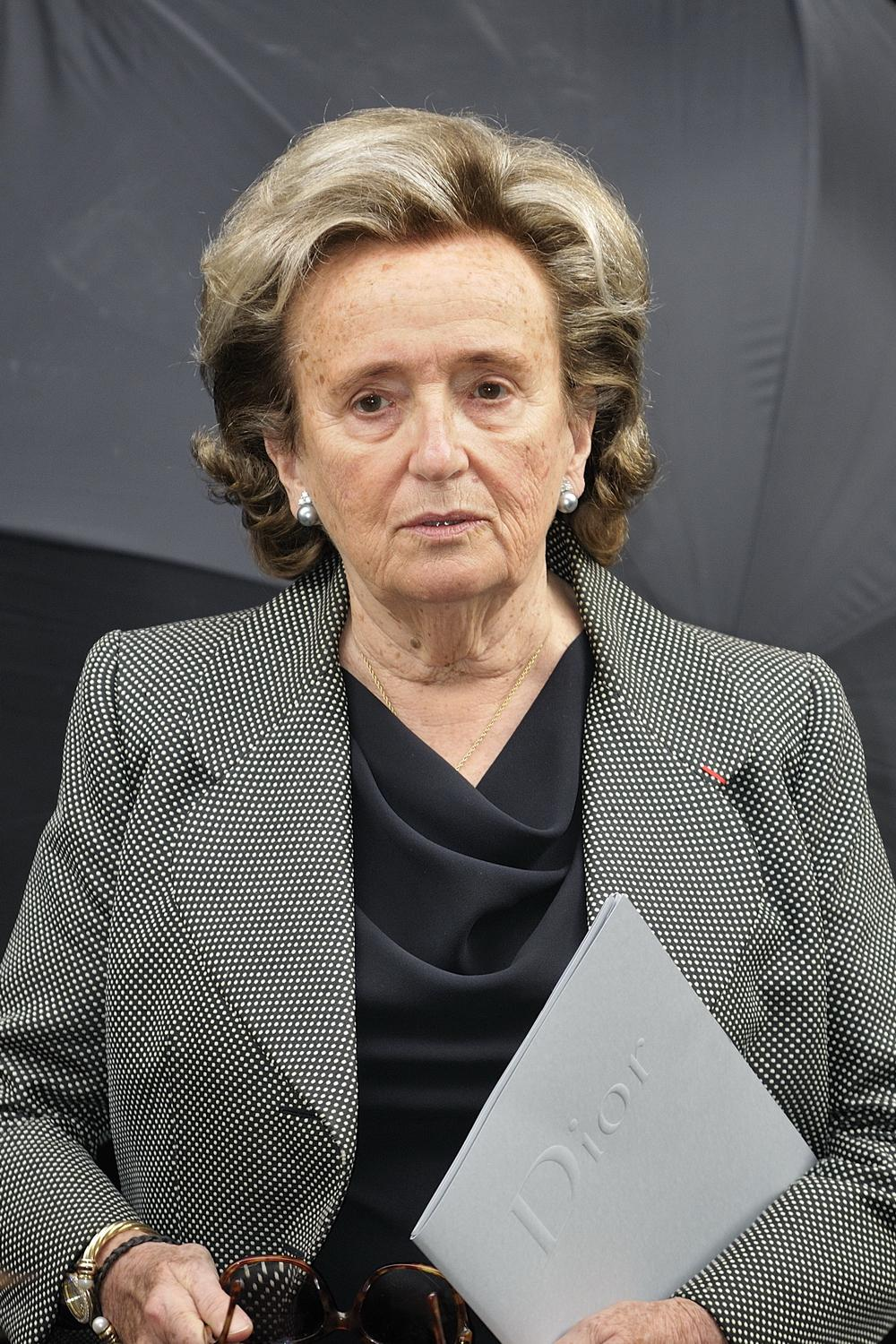
Bernadette Chirac (* 1933)

- 1933: Bernadette Chirac, französische Politikerin
- 1933: Hermann Fischer, deutscher evangelischer Theologe
- 1933: Raúl Iglesias, kubanischer Pianist und Musikpädagoge
- 1934: Don Bachardy, US-amerikanischer Künstler
- 1935: Josef Ahammer, österreichischer Priester
- 1935: Wolfgang Kermer, deutscher Kunsthistoriker
- 1935: Karin Lesch, deutsche Schauspielerin
- 1936: Melanio Asensio, spanischer Leichtathlet
- 1936: Axel Matthes, deutscher Verleger
- 1937: Paul Johnson, US-amerikanischer Eishockeyspieler
- 1937: Jacques Santer, luxemburgischer Premierminister
- 1937: Schwarz Ferdl, deutscher Volksmusiksänger, Jodler, Gitarrist, Texter und Komponist
- 1938: Erich Arndt, deutscher Tischtennisspieler
- 1938: Juri Buzko, aus der Ukraine gebürtiger russischer Komponist
- 1938: Jan Málek, tschechischer Komponist
- 1939: Silvana Armenulić, jugoslawische Folk-Sängerin
- 1939: Hark Bohm, deutscher Regisseur
- 1939: Peter Grünberg, deutscher Physiker und Nobelpreisträger
- 1939: Doris Ramseier, Schweizer Dressurreiterin
- 1940: Monika Grimm, deutsche Schlagersängerin

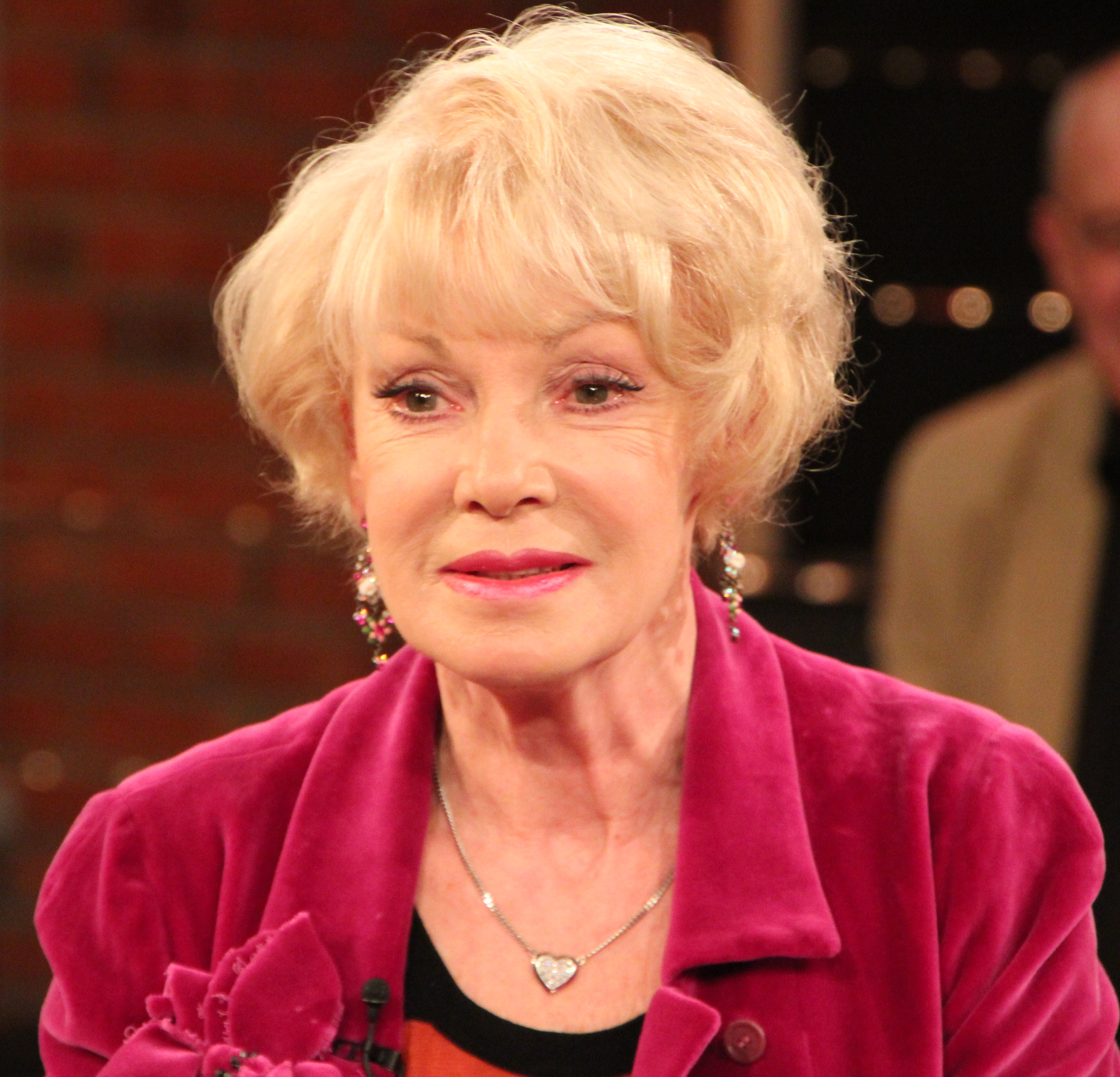
Anita Kupsch (* 1940)

- 1940: Anita Kupsch, deutsche Schauspielerin
- 1940: Quarto Pianesi, italienischer Hockeyspieler
- 1941: Miriam Margolyes, britische Schauspielerin
- 1941: Mauricio de Narváez, kolumbianischer Automobilrennfahrer und Rennstallbesitzer
- 1942: Massimo Antonelli, italienischer Filmregisseur und Konzeptkünstler
- 1942: Nobby Stiles, englischer Fußballspieler
- 1943: Jacques-Pierre Amette, französischer Schriftsteller
- 1943: Daniel Frank Austin, US-amerikanischer Botaniker
- 1943: Helmut Haussmann, deutscher Bundesminister, MdB
- 1943: Gennadi Sosonko, niederländischer Schachspieler
- 1943: Willy Wimmer, deutscher Politiker, MdB
- 1944: James Arthur, kanadischer Mathematiker
- 1944: Justus Frantz, deutscher Pianist und Dirigent

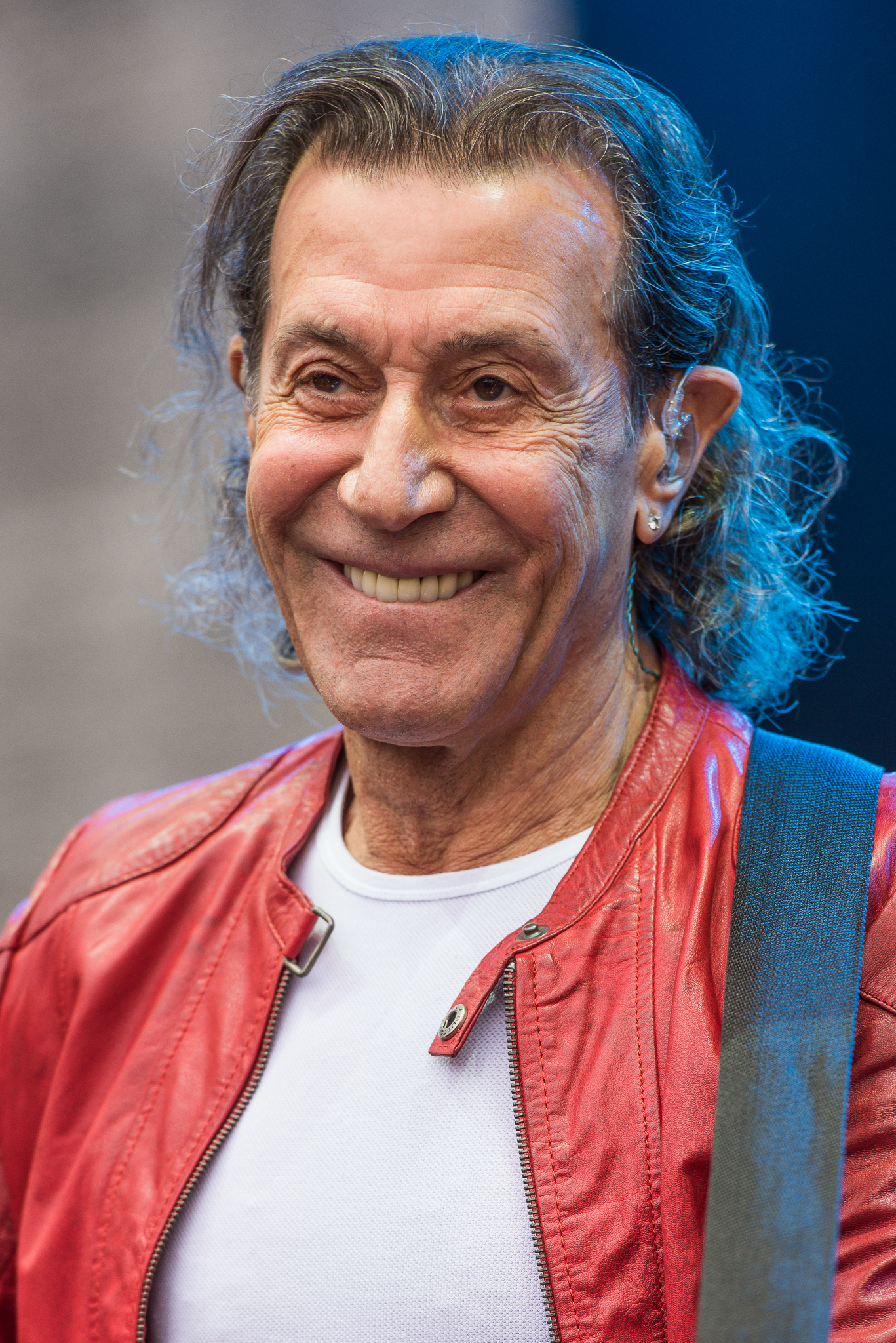
Albert Hammond (* 1944)

- 1944: Albert Hammond, britischer Sänger und Songschreiber
- 1944: W. G. Sebald, deutscher Schriftsteller
- 1945: Candice Azzara, US-amerikanische Schauspielerin
- 1945: Max Mabillard, Schweizer Journalist
- 1945: Heidrun Polack, deutsche Schauspielerin
- 1946: Ray Richards, australischer Fußballspieler und -trainer
- 1946: Kenji Takahashi, japanischer Automobilrennfahrer
- 1947: John Bruton, irischer Ministerpräsident
- 1948: Yi Mun-yol, südkoreanischer Schriftsteller
- 1948: Manuel Werner, deutscher Fernsehmoderator und Restauranttester
- 1949: Jim McNeely, US-amerikanischer Jazzpianist, -komponist und -arrangeur
- 1949ː Jayoo Patwardhan, indische Architektin
- 1949: Rick Wakeman, britischer Musiker
- 1949: Uschi Eid, deutsche Politikerin, MdB
- 1950: Mark Mothersbaugh, US-amerikanischer Musiker, Komponist und Sänger
- 1950: Thomas Gottschalk, deutscher Fernsehmoderator

#### 1951–1975
- 1951: Gabriele Kröcher-Tiedemann, deutsche Terroristin
- 1951: Angela Voigt, deutsche Leichtathletin, Olympiasiegerin

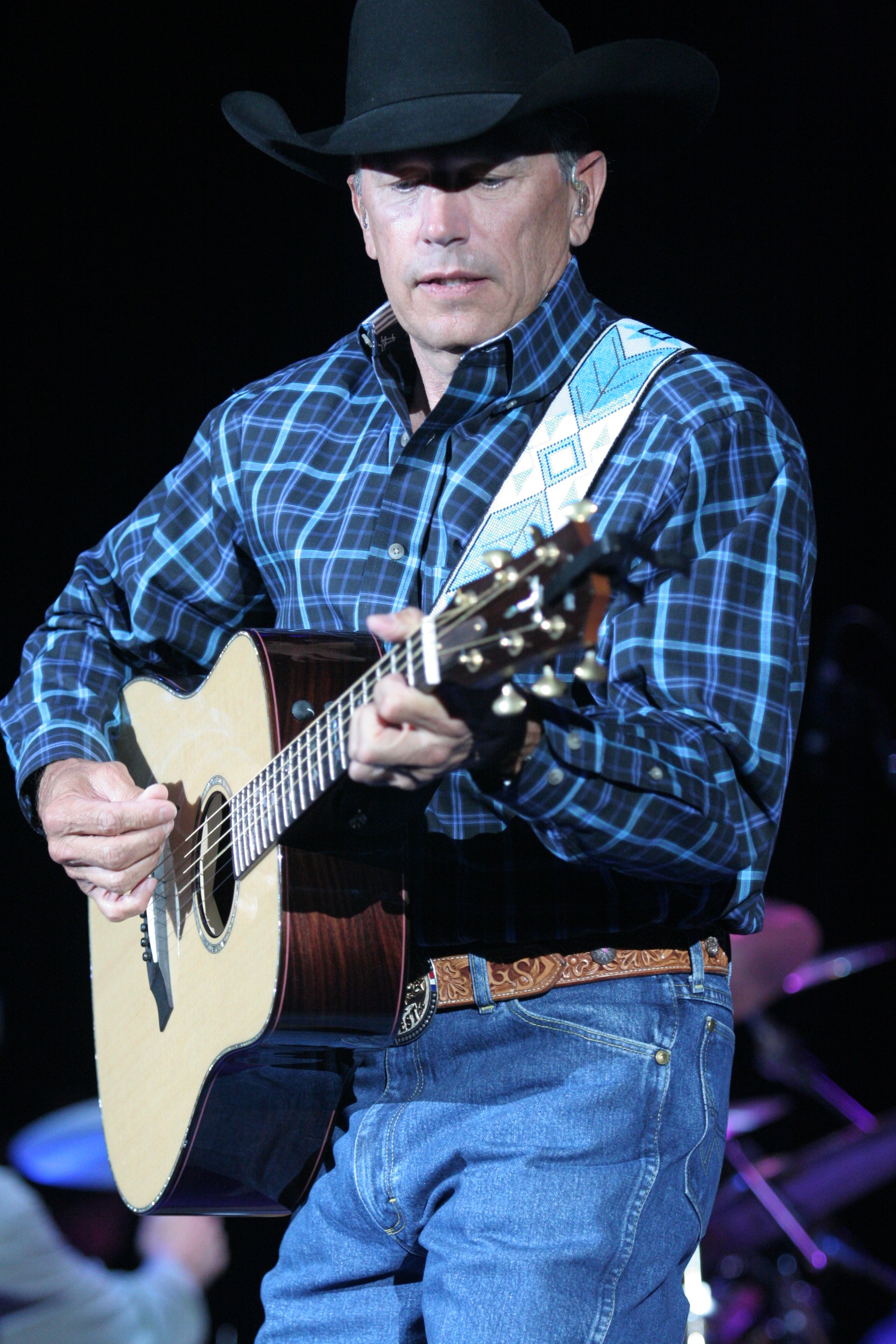
George Strait (* 1952)

- 1952: George Strait, US-amerikanischer Country-Sänger
- 1952: Jeana Yeager, US-amerikanische Testpilotin
- 1953: Richard Boczkowski, deutscher Handballspieler
- 1953: Norbert Heckner, deutscher Schauspieler und Kabarettist
- 1953: Renée Schroeder, österreichische Biochemikerin
- 1954: Ekkehardt Belle, deutscher Schauspieler und Synchronsprecher
- 1954: Rolf Bietmann, deutscher Politiker
- 1954: Wreckless Eric, britischer Sänger und Songschreiber
- 1954: Eric Gerets, belgischer Fußballtrainer
- 1954: Han Gyong-si, nordkoreanischer Gewichtheber
- 1954: Reinhold Heil, deutscher Musiker
- 1954: Thomas Sinsel, deutscher Handballspieler
- 1955: Christine Bernardi, französische Mathematikerin
- 1955: Kjetil Bjerkestrand, norwegischer Pianist und Filmmusikkomponist

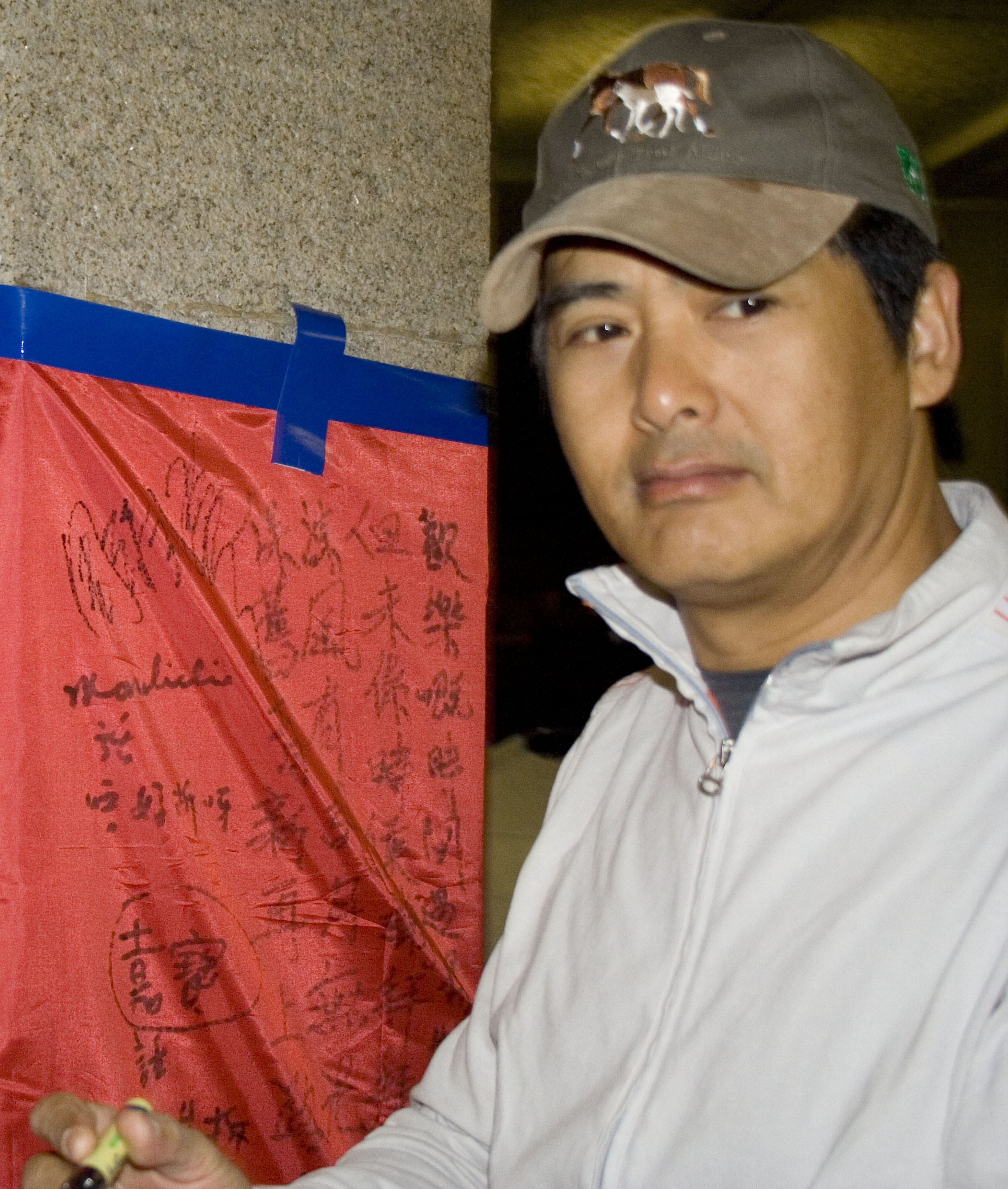
Chow Yun-Fat (* 1955)

- 1955: Chow Yun-Fat, chinesischer Schauspieler
- 1955: Carmen Hock-Heyl, deutsche Unternehmerin
- 1955: Peeter Vähi, estnischer Komponist
- 1956: Tatjana Blacher, deutsche Schauspielerin
- 1957: Michael Cretu, rumänischer Komponist und Musik-Produzent
- 1957: Frank Plasberg, deutscher Journalist und Fernsehmoderator
- 1957: Sascha Zeus, deutscher Radiomoderator
- 1958: Simon Beresford-Wylie, australischer Manager
- 1958: Carsten Eggers, deutscher Bildhauer und Maler
- 1958: Ettore Fioravanti, italienischer Jazzperkussionist und Bandleader
- 1958: Bruno Marini, italienischer Saxophonist und Hammondorgel-Spieler
- 1958: Toyah Willcox, britische Sängerin und Schauspielerin
- 1959: Lauren Flanigan, US-amerikanische Opernsängerin
- 1959: Jörg Pose, deutscher Schauspieler

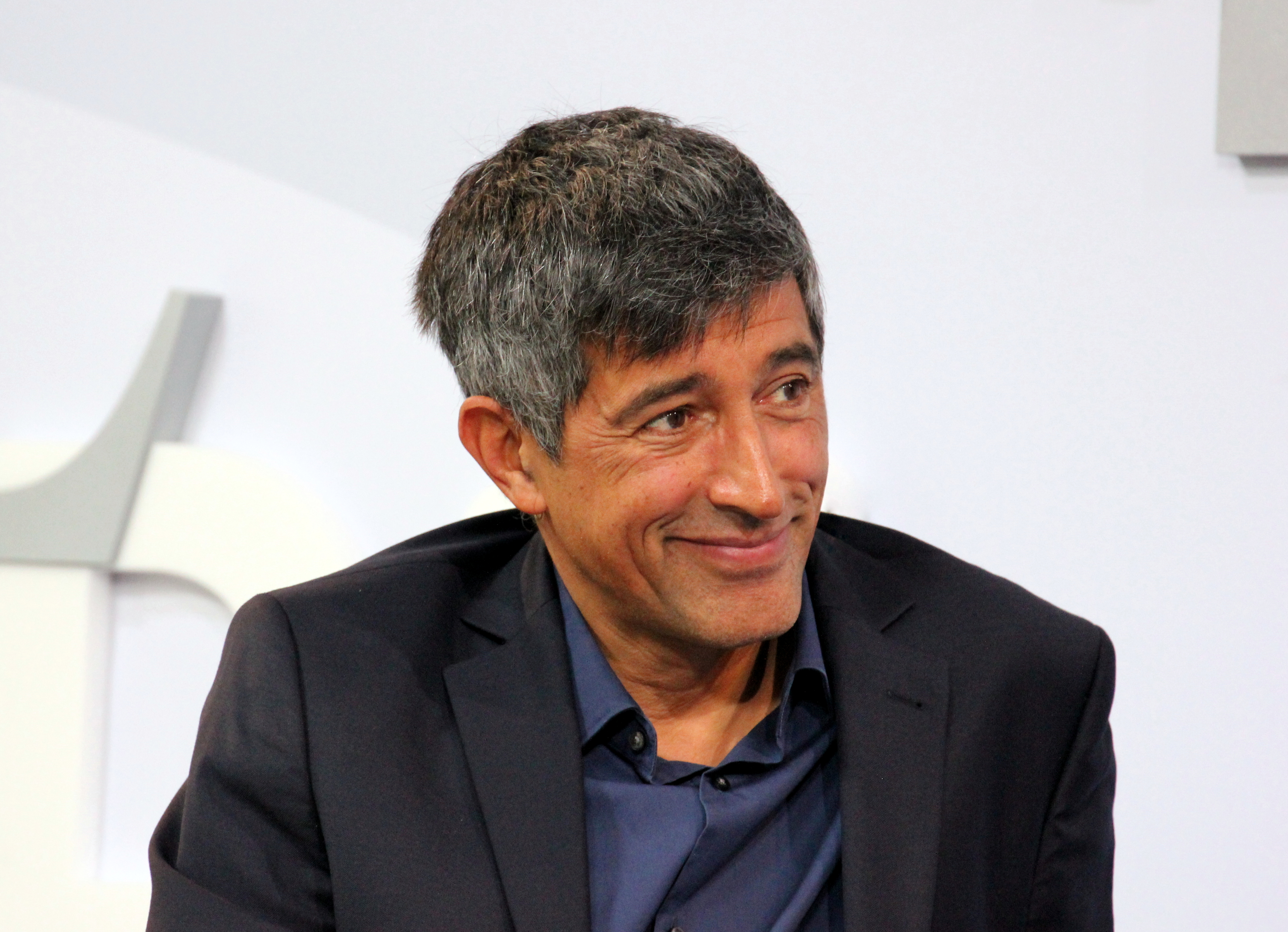
Ranga Yogeshwar (* 1959)

- 1959: Ranga Yogeshwar, luxemburgischer Redakteur und Moderator
- 1960: Brent Ashton, kanadischer Eishockeyspieler
- 1960: Page Hamilton, US-amerikanischer Rocksänger und Gitarrist
- 1960: Katharina von Kellenbach, deutsche evangelische Theologin
- 1960: Yannick Noah, französischer Profi-Tennisspieler
- 1961: Ully Arndt, deutscher Comiczeichner und Illustrator
- 1961: Kerstin Jüttemann, deutsche Juristin und Landessozialgerichtspräsidentin
- 1962: Sandra, deutsche Pop-Sängerin
- 1962: John Chabot, kanadischer Eishockeyspieler
- 1964: Karsten Dörr, deutscher Schauspieler
- 1964: Peter Garnefski, niederländischer Houseproduzent
- 1964: Tobias Ineichen, Schweizer Filmregisseur
- 1964: Tim Moore, britischer Autor und Journalist
- 1964: Nadja Reichardt, deutsche Schauspielerin und Synchronsprecherin
- 1964: Michael Robert Rhein, deutscher Sänger
- 1964: Edward Smyth-Osbourne, britischer Lieutenant General
- 1964: Paolo Vallesi, italienischer Cantautore
- 1964: Alfons Weindorf, deutscher Musikproduzent, Komponist, Sänger und Verleger
- 1965: Heiko Burmeister, deutscher Handballspieler und -trainer
- 1965: Ingo Schwichtenberg, deutscher Schlagzeuger
- 1967: Heinz-Harald Frentzen, deutscher Rennfahrer
- 1967: Matthias Haß, deutscher Produzent, Komponist und Echo-Preisträger
- 1967: Bob Stephenson, US-amerikanischer Filmschauspieler, -produzent und Drehbuchautor
- 1968: Carola Ferstl, deutsche Fernsehmoderatorin
- 1968: Ralf Kelleners, deutscher Automobilrennfahrer
- 1969: Lale Behzadi, deutsch-iranische Literaturwissenschaftlerin und Arabistin
- 1969: Sybille Gruner, deutsche Handballspielerin
- 1969: Thekla Krause, deutsche Fußballspielerin
- 1969: Helena Noguerra, belgische Sängerin, Schauspielerin und Schriftstellerin
- 1970: Tina Fey, US-amerikanische Autorin, Komödiantin und Schauspielerin

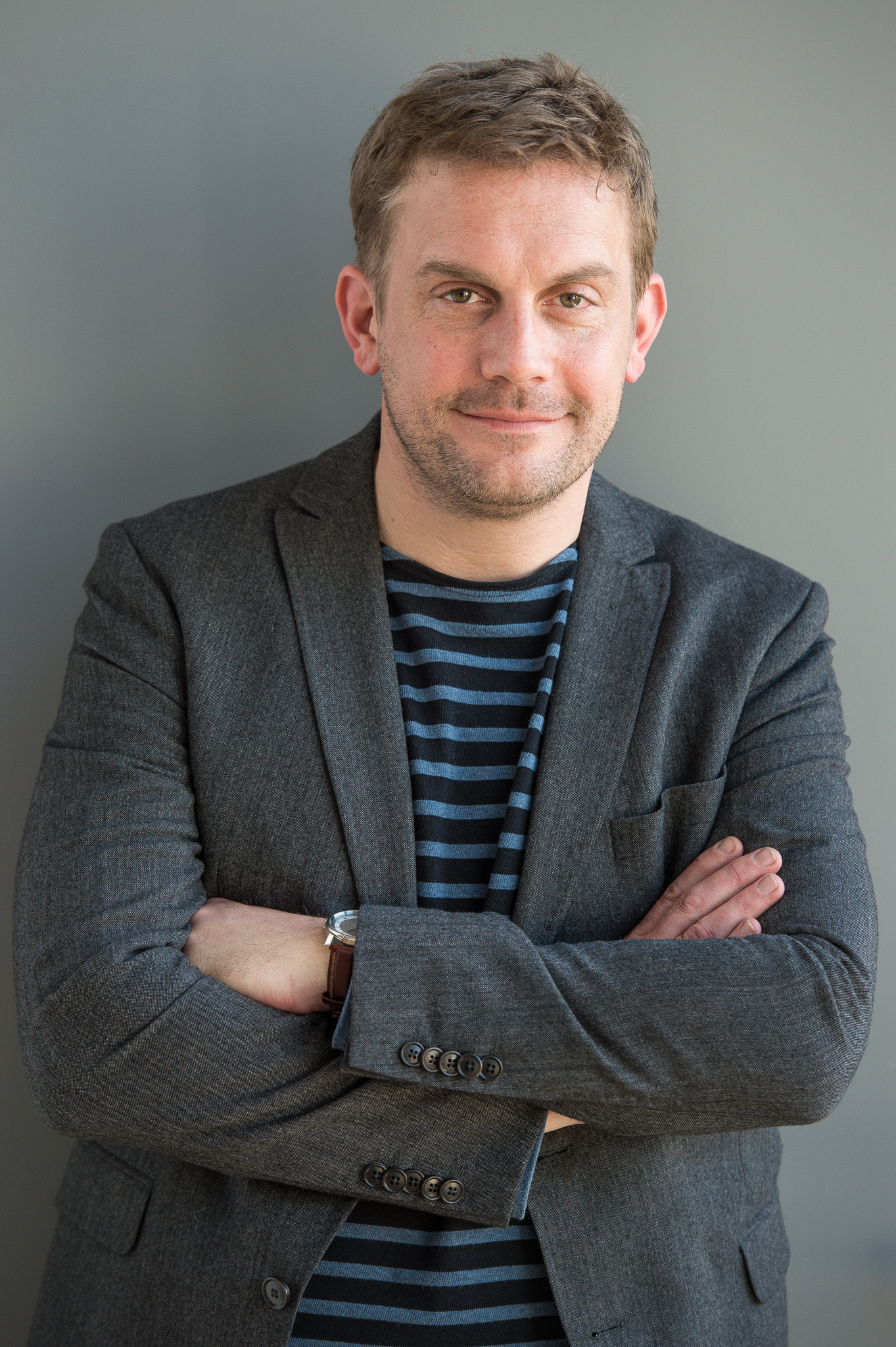
Sebastian Bezzel (* 1971)

- 1971: Sebastian Bezzel, deutscher Schauspieler
- 1972: Ingo Pohlmann, deutscher Popmusiker
- 1972: Nordin ben Salah, niederländischer Boxer
- 1973: Chantal Kreviazuk, kanadische Sängerin und Songwriterin
- 1973: Tōru Ukawa, japanischer Motorradrennfahrer
- 1974: Carolyn Sampson, britische Sängerin
- 1975: Flozell Adams, US-amerikanischer American-Football-Spieler
- 1975: Jem, britische Sängerin und Songwriterin
- 1975: Jack Johnson, US-amerikanischer Sänger
- 1975: John Higgins, schottischer Snookerspieler

#### 1976–2000

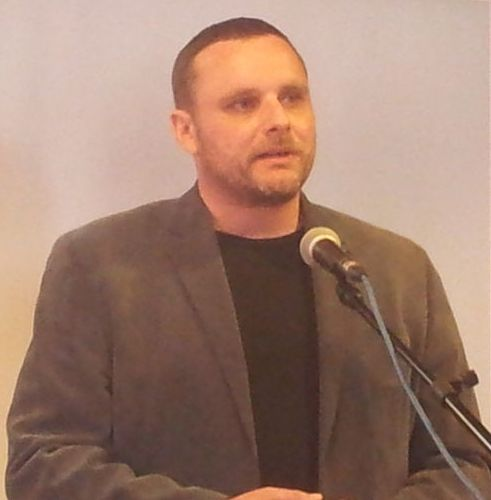
Manuel Ochsenreiter (* 1976)

- 1976: Manuel Ochsenreiter, deutscher Journalist
- 1976: Stéphane Yonnet, französischer Freestyle-Skier
- 1977: Elisabeth Auer, österreichische Journalistin und Moderatorin
- 1978: Melanie Amann, deutsche Journalistin
- 1978: Ricardo Carvalho, portugiesischer Fußballspieler
- 1978: Genis García, andorranischer Fußballspieler
- 1979: Milivoje Novakovič, slowenischer Fußballspieler
- 1980: Ivan Jolić, bosnisch-herzegowinischer Fußballspieler
- 1980: Diego Pérez, uruguayischer Fußballspieler
- 1980: Michaël Llodra, französischer Tennisspieler
- 1981: Christa Schäpertöns, deutsche Fußballspielerin
- 1982: Hussein Adilo, äthiopischer Marathonläufer
- 1983: Márcio Fernandes, kapverdischer Leichtathlet
- 1984: Johan Andersson, schwedischer Eishockeyspieler
- 1984: Daniel Baier, deutscher Fußballspieler
- 1984: Dave Bennett, US-amerikanischer Jazzklarinettist
- 1984: Simon Pagenaud, französischer Rennfahrer

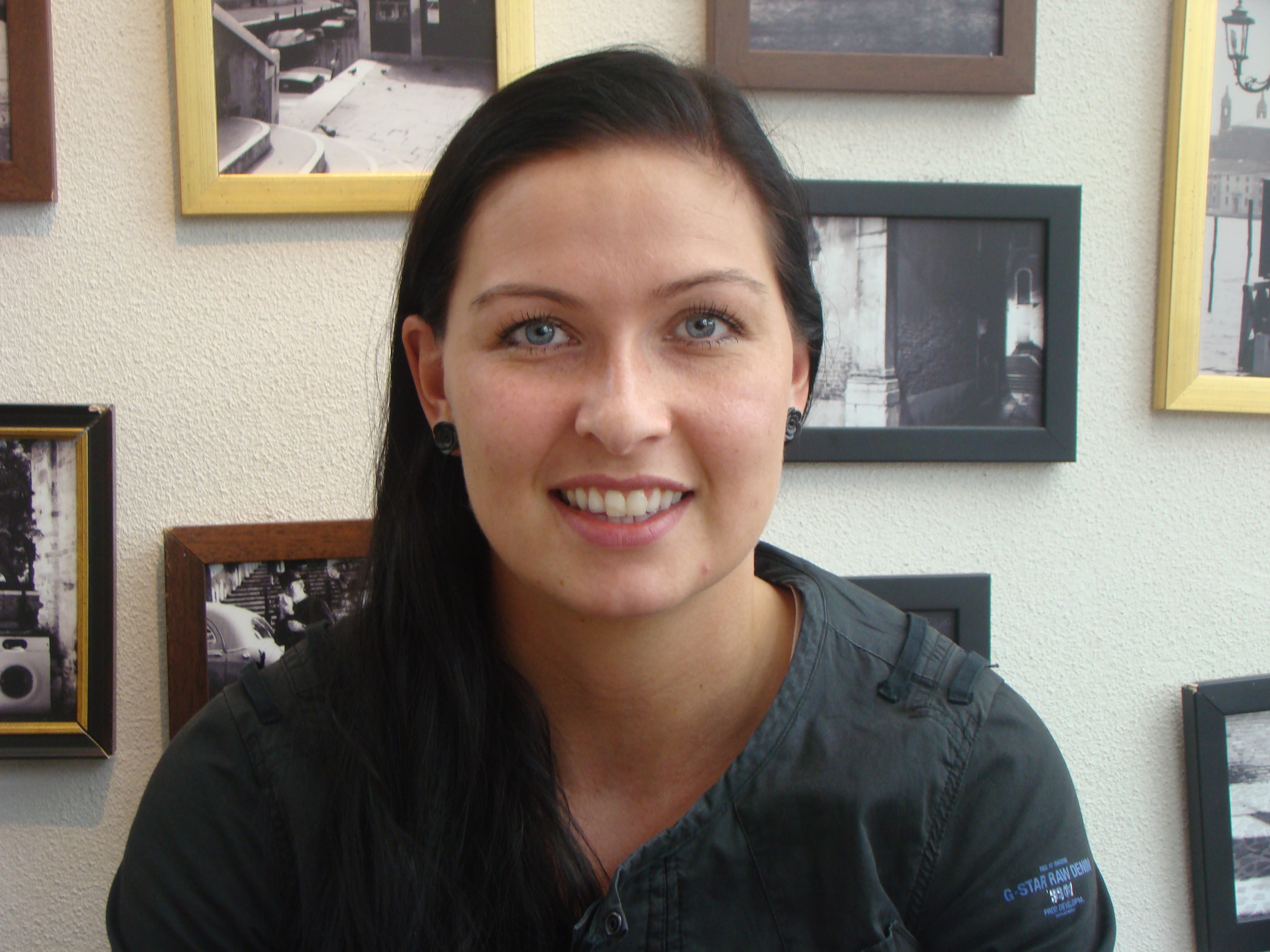
Guðbjörg Gunnarsdóttir (* 1985)

- 1985: Guðbjörg Gunnarsdóttir, isländische Fußballspielerin
- 1985: Mirka Pigulla, deutsche Schauspielerin
- 1985: Oliver Šin, ungarischer Maler
- 1986: Kevin Anderson, südafrikanischer Tennisspieler
- 1986: Adam Bałdych, polnischer Jazzgeiger
- 1986: Sabrina Delannoy, französische Fußballspielerin
- 1986: Dalibor Gatarić, deutscher Fußballspieler
- 1986: Danijel Gatarić, deutscher Fußballspieler
- 1986: Marc Heider, deutscher Fußballspieler
- 1987: Jaana Ehmcke, deutsche Schwimmerin
- 1987: Luisana Loreley Lopilato, argentinische Schauspielerin, Sängerin und Model
- 1987: Kamil Vacek, tschechischer Fußballspieler
- 1988: Megumi Taruno, japanische Badmintonspielerin

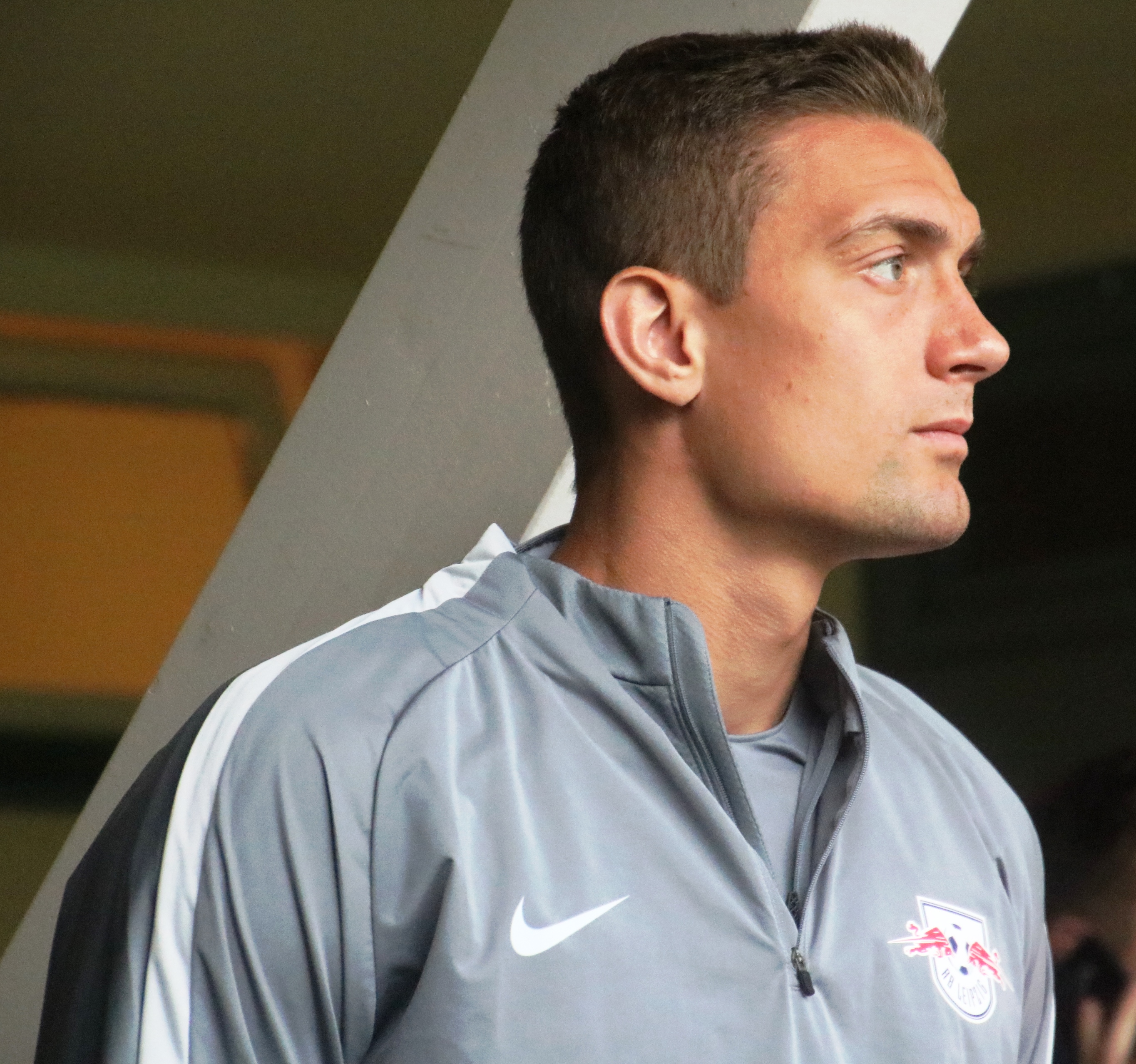
Stefan Ilsanker (* 1989)

- 1989: Stefan Ilsanker, österreichischer Fußballspieler
- 1989: Eugénie Le Sommer, französische Fußballspielerin
- 1990: Tore Eikeland, norwegischer Politiker
- 1990: Wadim Filimonow, russischer Biathlet
- 1990: Carolin Schmele, deutsche Handballspielerin
- 1992: Emma Klingenberg, dänische Orientierungsläuferin
- 1993: Stephane Mvibudulu, deutsch-kongolesischer Fußballspieler
- 1993: Jessica Watson, australische Seglerin
- 1994: Clint Capela, Schweizer Basketballspieler
- 1994: Laura Natalia Esquivel, argentinisch-italienische Journalistin, Sängerin und Schauspielerin
- 1996: Dsmitryj Assanau, belarussischer Boxer
- 1997: Tobias Schmitz, deutscher Eishockeyspieler

## Gestorben

### Vor dem 16. Jahrhundert
- 0526: Johannes I., Papst
- 0906: Waldo, Bischof von Freising
- 0947: Liao Taizong, Kaiser der Liao-Dynastie im Norden des heutigen Chinas
- 0978: Friedrich I., Herzog von Oberlothringen
- 1012: Johannes II. Crescentius, römischer Patrizier
- 1090: Berthold von Rheinfelden, Herzog von Schwaben
- 1102: Hugo VI. von Lusignan, Graf von La Marche, Teilnehmer des 1. Kreuzzugs und des Kreuzzugs von 1101
- 1102: Stephan I., Graf von Burgund und Kreuzritter
- 1195: Aszelina von Boulancourt, Nonne des Zisterzienserordens
- 1291: Guillaume de Beaujeu, Großmeister des Templerordens
- 1291: Mathieu de Clermont, Ritter des Hospitaliterordens
- 1297: Nicholas Longespée, Bischof von Salisbury
- 1360: Gerhard, Graf von Berg und Ravensberg

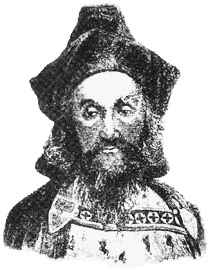
Wladislaus II. († 1401)

- 1401: Wladislaus II., Erbherzog von Oppeln und königlicher Statthalter in Polen und Rothreußen, Palatin von Ungarn
- 1406: Balthasar, Markgraf von Meißen, Landgraf von Thüringen
- 1408: Johann IV., letzter Graf von Habsburg-Laufenburg
- 1410: Ruprecht I., römisch-deutscher König und Kurfürst von der Pfalz
- 1417: Ulrich Prustl, Bischof von Brixen
- 1433: Nikolaus von der Lippe, Bürgermeister von Stralsund
- 1437: Konrad VII. von Soest, Bischof von Regensburg
- 1445: William Ferrers, 5. Baron Ferrers of Groby, englischer Adeliger
- 1468: Johannes Hartlieb, deutscher Arzt, Hofdichter und Übersetzer
- 1473: Alonso de Fonseca I., Bischof von Ávila, Erzbischof von Sevilla und Santiago de Compostela

### 16. und 17. Jahrhundert
- 1525: Pietro Pomponazzi, italienischer Humanist und Philosoph
- 1550: Jean de Lorraine, Erzbischof von Reims, Lyon und Narbonne

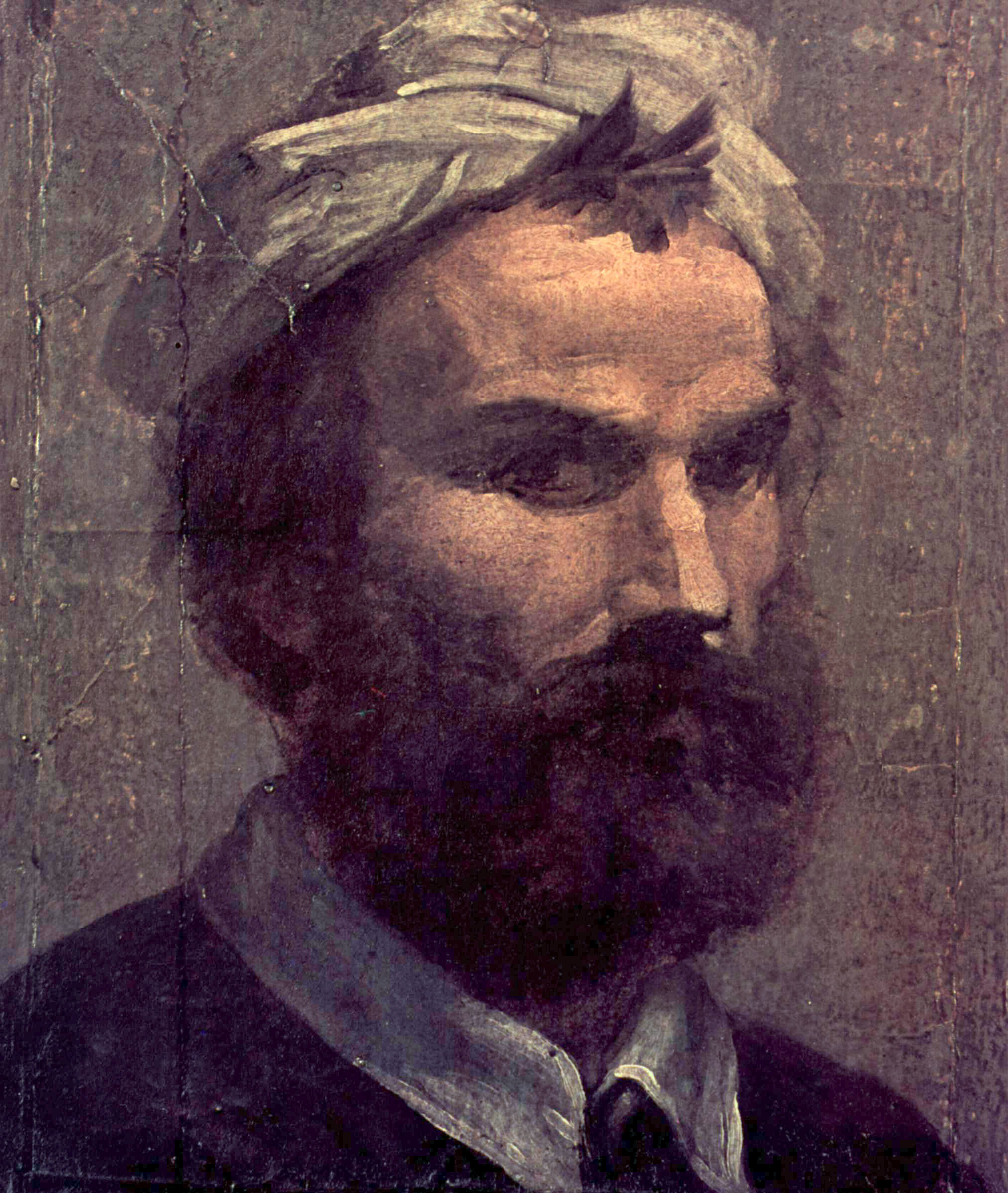
Domenico Beccafumi († 1551)

- 1551: Domenico Beccafumi, italienischer Maler und Bildhauer
- 1557: Johann II., Pfalzgraf und Herzog von Simmern
- 1574: Albert Hardenberg, deutscher Theologe und Prediger der Reformationszeit
- 1587: Felix von Cantalice, italienischer Heiliger
- 1589: Charles II., Herr von Monaco
- 1606: Wolfgang Amling, deutscher Theologe
- 1613: Othmar Reiner, Bürgermeister von St. Gallen
- 1616: Kanō Naizen, japanischer Maler
- 1627: Valerius Herberger, deutscher lutherischer Theologe
- 1634: Benedikt von Ahlefeldt, Erbherr auf Haseldorf, Osterrade, Kluvensiek und Klosterpropst zu Uetersen
- 1635: Levin Ludwig I. Hahn, Mitglied der Fruchtbringenden Gesellschaft
- 1675: Jacques Marquette, französischer Ordensmann und Entdecker des Mississippi
- 1680: Michael Ludovici, deutscher lutherischer Theologe
- 1687: Claude de Vin des Œillets, Mätresse Ludwigs XIV.

### 18. Jahrhundert
- 1706: Wolfgang Dientzenhofer, deutscher Baumeister

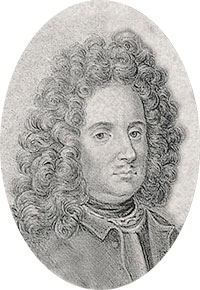
Arvid Axel Mardefelt († 1708)

- 1708: Arvid Axel Mardefelt, schwedischer Offizier
- 1714: Iwan Fedossejewitsch Bozis, russischer Admiral und einer der Gründer der Kaiserlich Russischen Marine
- 1718: Arvid Karlsteen, schwedischer Medailleur, Münzer und Miniaturmaler
- 1720: Johann Carl Trumler, kaiserlicher Hof-Steinmetzmeister, Dombaumeister am Stephansdom in Wien
- 1721ː Juliane Magdalene Cyprian, deutsche Autorin zahlreicher Gedichte, Lieder und Heldenbriefe
- 1721: David III., Kaiser von Äthiopien
- 1733: Georg Böhm, deutscher Komponist
- 1747: Bernardino Zendrini, venezianischer Wasserbauingenieur, Arzt, Astronom und Mathematiker
- 1748: Franz Karl von Wendt, kurhannoverscher General
- 1756: Marie Eleonore von Anhalt-Dessau, Fürstin Radziwiłł und Herzogin von Nieswicz und von Olyka
- 1759: Johann Christian Schmidt, deutscher Bildhauer
- 1764: Charles François II. de Montmorency-Luxembourg, Marschall von Frankreich
- 1765: Viktor II. Friedrich, Fürst von Anhalt-Bernburg
- 1768: Johann Adam Berner, deutscher Orgelbauer
- 1774: William FitzRoy, 3. Duke of Cleveland, britischer Adliger
- 1781: Micaela Bastidas, Ehefrau und Mitstreiterin von Túpac Amaru II.
- 1781: José Gabriel Condorcanqui (Túpac Amaru II.), Führer des antispanischen Aufstandes von 1780 im Vizekönigreich Peru
- 1781: Tomasa Tito Condemayta, führende Rebellin des Aufstands unter Túpac Amaru II.
- 1793: Timur Schah Durrani, zweiter König Afghanistans der Dynastie der Durrani
- 1793: Johann Gottfried Reyger, letzter Bürgermeister der Freien Stadtrepublik Danzig
- 1795: Christlieb Ehregott Gellert, deutscher Metallurge und Mineraloge
- 1795: Robert Rogers, britisch-US-amerikanischer Offizier
- 1799: Pierre Augustin Caron de Beaumarchais, französischer Schriftsteller
- 1800: Alexander Wassiljewitsch Suworow, russischer Generalissimus

### 19. Jahrhundert

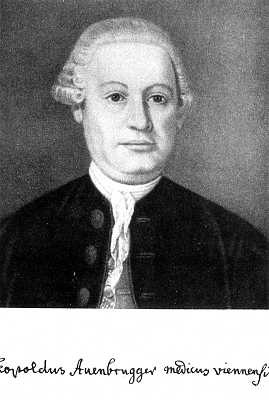
Leopold Auenbrugger († 1809)

- 1809: Leopold Auenbrugger, österreichischer Mediziner und Librettist
- 1826: Karl Christian Gottlob Sturm, deutscher Agrarökonom
- 1832: Bonifazio Asioli, italienischer Musiktheoretiker, Musikpädagoge, Cembalist, Kapellmeister und Komponist
- 1837: Hans Christian Lyngbye, dänischer Pfarrer, Botaniker und Herausgeber des ersten Buchs in färöischer Sprache
- 1839: Caroline Bonaparte, Schwester von Napoleon Bonaparte und Ehefrau von Joachim Murat
- 1843: Friedrich Christoph Perthes, deutscher Buchhändler und Verleger
- 1849: Samuel Amsler, Schweizer Kupferstecher
- 1853: Marco Berra, italienischer Musikverleger in Prag
- 1853: Lionel Kieseritzky, französisch-polnischer Schachmeister
- 1854: Henry Lemoine, französischer Musikverleger und Musikpädagoge
- 1856: Georg Simon von Sina, österreichischer Bankier und Unternehmer
- 1861: August von Ammon, deutscher Augenarzt
- 1871: Heinrich Karsten, deutscher evangelisch-lutherischer Theologe
- 1871: Eduard Friedrich Weber, deutscher Physiologe und Arzt
- 1874: Wilhelm Legrand, Schweizer evangelischer Geistlicher
- 1875: Benedikt von Arx, schweizerischer Politiker, Notar und Richter
- 1882: Theobald von Rizy, österreichischer Jurist und Politiker
- 1883: Carl Friedrich Wilhelm Böttcher, deutscher Orgelbauer

Heinrich Göppert († 1884)

- 1884: Heinrich Göppert, deutscher Botaniker, Paläontologe und Professor
- 1892: John Alexander Anderson, US-amerikanischer Politiker
- 1892: Marcos Segundo Maturana, chilenischer General
- 1895: Jacob Cramer, niederländischer reformierter Theologe und Kirchenhistoriker
- 1896: Daniel Pollen, neuseeländischer Premierminister
- 1897: William Evans Arthur, US-amerikanischer Politiker
- 1899: Wendelin Kopetzký, tschechischer Komponist und Militärkapellmeister
- 1899: John F. Potter, US-amerikanischer Rechtsanwalt, Richter und Politiker

### 20. Jahrhundert

#### 1901–1950
- 1903: Karel Šebor, tschechischer Komponist und Kapellmeister
- 1905: Henrik Jørgen Huitfeldt-Kaas, norwegischer Archivar, Heraldiker und Genealoge
- 1906: Gaston Frommel, französisch-schweizerischer evangelischer Geistlicher und Hochschullehrer
- 1909: George Meredith, britischer Schriftsteller und Lyriker

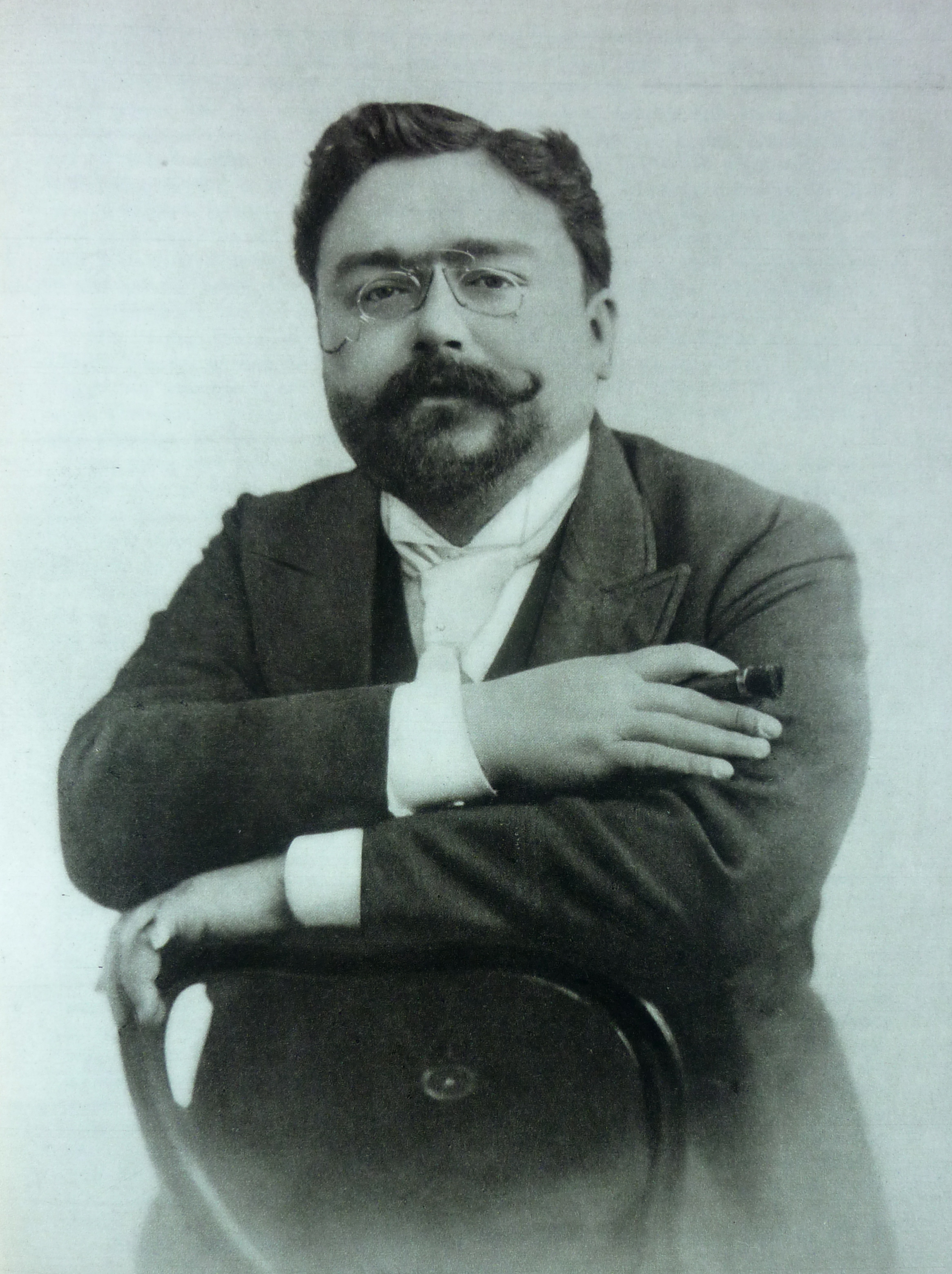
Isaac Albéniz († 1909)

- 1909: Isaac Albéniz, spanischer Pianist und Komponist
- 1910: Franz Skarbina, deutscher Maler des Impressionismus, Zeichner, Radierer und Illustrator
- 1910: Pauline Viardot-García, französische Opernsängerin und Pianistin
- 1911: Gustav Mahler, österreichischer Dirigent und Komponist
- 1912: Ferdinand von Herff, deutsch-US-amerikanischer Arzt und Chirurg
- 1912: Marie von Schleinitz, deutsche Adelige und Berliner Salonière
- 1912: Eduard Strasburger, polnisch-deutscher Botaniker
- 1915: William Throsby Bridges, australischer Artillerieoffizier
- 1915: Wendelin Foerster, österreichisch-tschechischer Romanist
- 1916: Nicolaas Prins, niederländischer alt-katholischer Bischof
- 1918: Toivo Kuula, finnischer Komponist
- 1918: Louis Leitz, deutscher Industrieller und Erfinder
- 1921: Franklin Knight Lane, US-amerikanischer Politiker

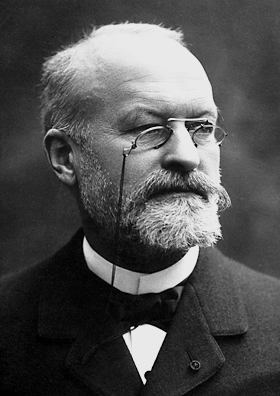
Alphonse Laveran († 1922)

- 1922: Alphonse Laveran, französischer Mediziner, Nobelpreisträger
- 1924: Victor Charbonnet, Schweizer Ingenieur und freisinniger Politiker
- 1925: August Frickenhaus, deutscher Archäologe
- 1928: Moritz von Auffenberg, österreichisch-ungarischen Armee und Kriegsminister
- 1928: William Dudley Haywood, US-amerikanischer Gewerkschafter
- 1929: Antonín Rázek, tschechischer Komponist
- 1931: Remmer Janssen, deutscher Pastor und Erweckungsprediger
- 1932: Oskar Munzinger, Schweizer Jurist, Zeitungsredakteur und liberaler Politiker
- 1933: Otto Merz, deutscher Automobilrennfahrer
- 1941: Werner Sombart, deutscher Soziologe und Volkswirt

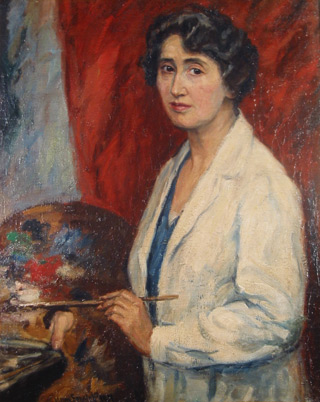
Malva Schalek († 1944)

- 1944: Malva Schalek, österreichisch-jüdische Malerin, NS̠-Opfer
- 1949: James Truslow Adams, US-amerikanischer Historiker und Schriftsteller

#### 1951–2000
- 1951: Gaspar Agüero y Barreras, kubanischer Komponist und Pianist
- 1952: Rosetter Gleason Cole, US-amerikanischer Komponist
- 1953: Rudolf Nadolny, deutscher Diplomat

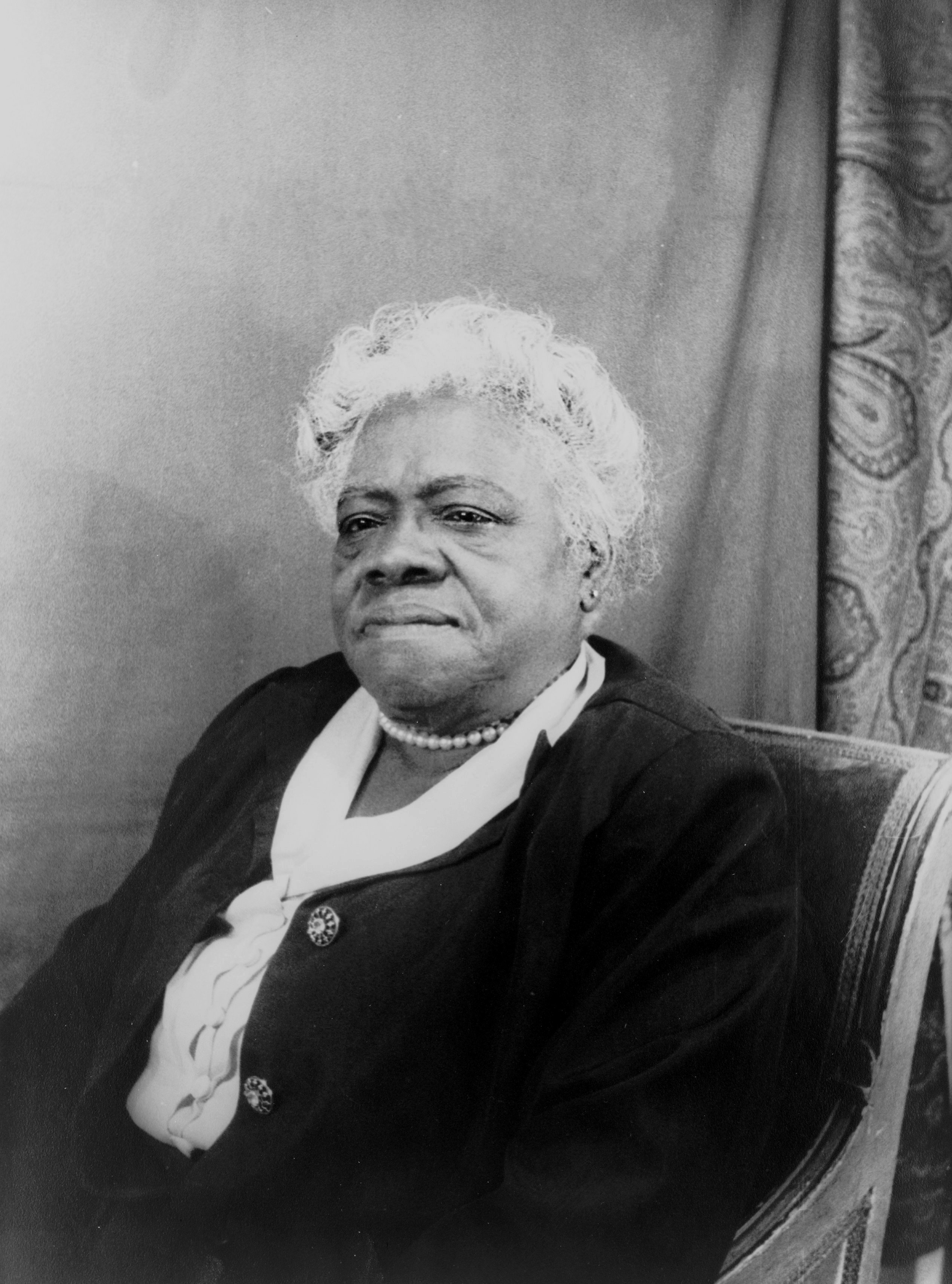
Mary McLeod Bethune († 1955)

- 1955: Mary McLeod Bethune, US-amerikanische Frauen- und Menschenrechtlerin
- 1959: Enrique Guaita, argentinisch-italienischer Fußballspieler
- 1965: Eli Cohen, israelischer Spion
- 1965: Willy Westra van Holthe, niederländischer Fußballspieler
- 1966: Paul Althaus, protestantischer Theologe
- 1969: Ludwig Berger, deutscher Filmregisseur
- 1969: Prentice Cooper, US-amerikanischer Politiker, Gouverneur von Tennessee
- 1971: Rudi Agte, deutscher Fußballspieler, -trainer und -funktionär
- 1972: Sidney Franklin, US-amerikanischer Filmregisseur
- 1973: İbrahim Kaypakkaya, türkischer Revolutionär, Gründer der Partei TKP/ML
- 1974: Adolf Ahrens, deutscher Unternehmer und Politiker
- 1975: Leroy Anderson, US-amerikanischer Komponist
- 1975: Günther Hermann Richard Arndt, deutscher Politiker
- 1975: Christian Lahusen, deutscher Komponist

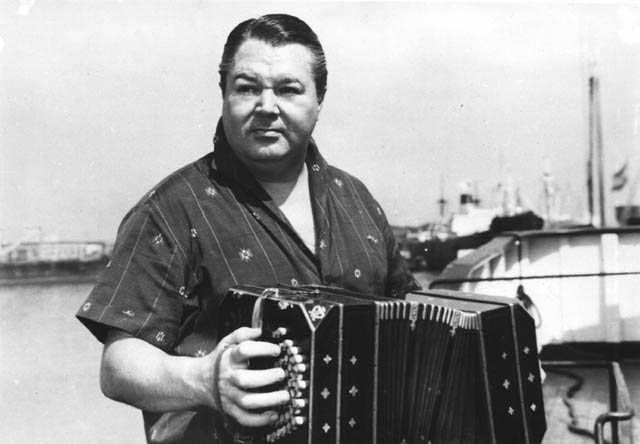
Aníbal Troilo († 1975)

- 1975: Aníbal Troilo, argentinischer Musiker und Arrangeur, Bandleader und Komponist
- 1976: Hans Androschin, österreichischer Kameramann
- 1976: Lala Aufsberg, deutsche Kunstfotografin
- 1978: Stewart Adams, kanadischer Eishockeyspieler
- 1979: Karl E. Schedl, österreichischer Zoologe und Forstwissenschaftler
- 1980: Reid Blackburn, US-amerikanischer Fotograf
- 1980: Ian Curtis, britischer Sänger, Gitarrist und Songwriter
- 1980: David A. Johnston, US-amerikanischer Vulkanologe
- 1980: Robert Landsburg, US-amerikanischer Fotograf
- 1980: Gerry Martin, US-amerikanischer Navy-Offizier und Funkamateur
- 1980: Harry R. Truman, US-amerikanischer Gastwirt
- 1981: William Saroyan, US-amerikanischer Schriftsteller
- 1983: Frank Aiken, irischer Politiker
- 1983: Alfred Nau, deutscher Politiker
- 1984: Nasuh Akar, türkischer Ringer
- 1985: Harald Andersson, schwedischer Leichtathlet
- 1985: Hermann Schridde, deutscher Springreiter
- 1986: Peter Wehle, österreichischer Komponist, Autor und Kabarettist
- 1987: Heðin Brú, färöischer Schriftsteller
- 1988: Daniel Lewis James, US-amerikanischer Schriftsteller

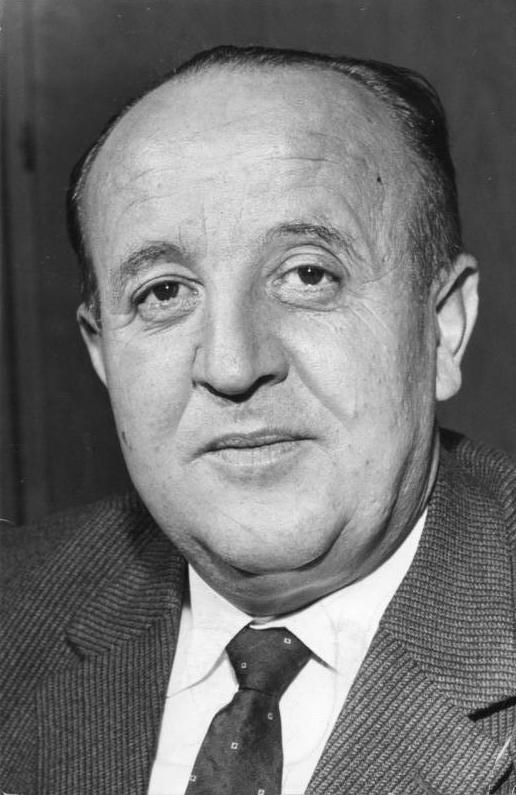
Hermann Höcherl († 1989)

- 1989: Hermann Höcherl, deutscher Bundesminister, MdB
- 1990: Jill Ireland, britische Schauspielerin
- 1991: Tālivaldis Āboliņš, sowjetischer Schauspieler und Sänger
- 1991: Gerd Achgelis, deutscher Kunstflieger
- 1991: Rudolf Nierlich, österreichischer Skirennläufer
- 1992: Marshall Thompson, US-amerikanischer Schauspieler
- 1993: Heinrich Albertz, deutscher Politiker und Theologe
- 1995: Francis Judd Cooke, US-amerikanischer Komponist, Organist, Pianist, Cellist, Dirigent und Musikpädagoge
- 1995: Alexander Borissowitsch Godunow, russischer Balletttänzer
- 1995: Gustav Lübbe, deutscher Verleger (Bastei Lübbe Verlag)
- 1995: Sabine Sinjen, deutsche Schauspielerin
- 1996: Roel D’Haese, belgischer Bildhauer und Grafiker
- 1997: Bridgette Andersen, US-amerikanische Filmschauspielerin und Fotomodell

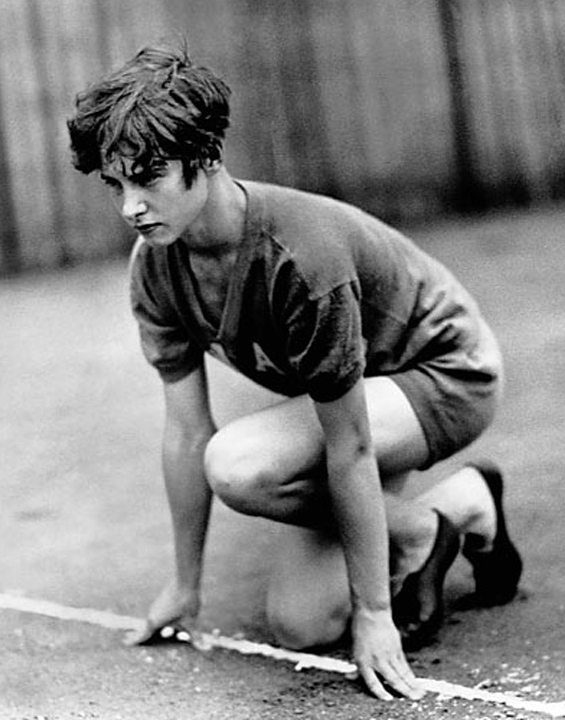
Betty Robinson († 1999)

- 1999: Betty Robinson, US-amerikanische Sprinterin, Olympiasiegerin

### 21. Jahrhundert
- 2002: Wolfgang Schneiderhan, österreichischer Geiger
- 2004: Arnold Orville Beckman, US-amerikanischer Chemiker
- 2004: Francesco Caroli, italienischer Artist und Clown

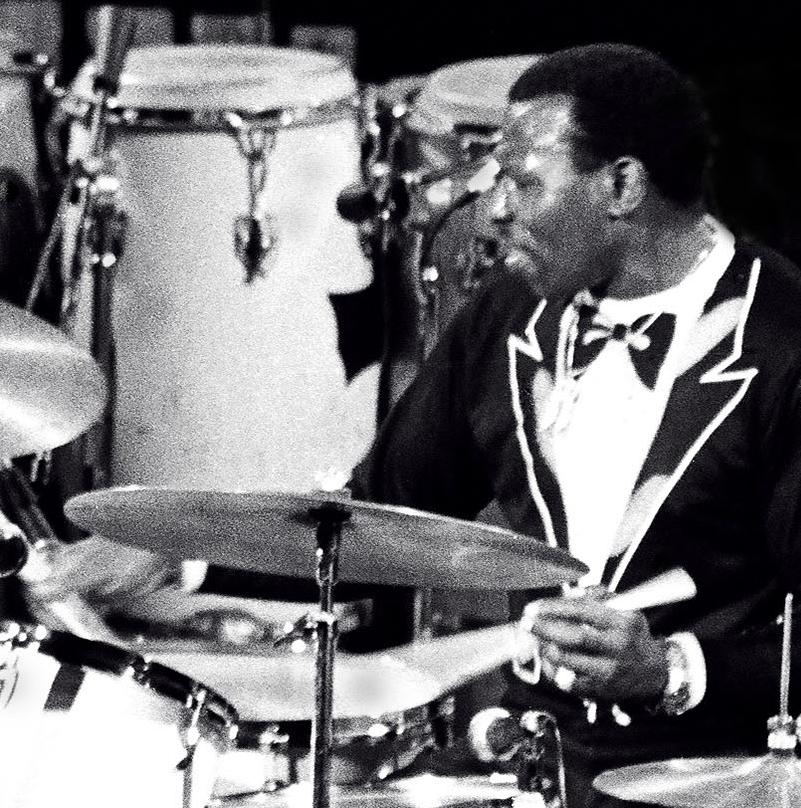
Elvin Jones († 2004)

- 2004: Elvin Jones, US-amerikanischer Musiker
- 2004: Heinz Maria Oeftering, deutscher Manager, Präsident der Deutschen Bundesbahn und des Bundesrechnungshofs
- 2007: Pierre-Gilles de Gennes, französischer Physiker, Nobelpreisträger
- 2008: Jonathan James, US-amerikanischer Hacker
- 2008: Joseph Pevney, US-amerikanischer Filmregisseur und Schauspieler, Filmproduzent und Drehbuchautor
- 2009: Adolf Beck, deutscher Politiker
- 2009: Dolla, US-amerikanischer Rapper
- 2009: Paul Parin, Schweizer Ethno-Psychoanalytiker und Schriftsteller
- 2010: Fedja Anzelewski, deutscher Kunstwissenschaftler
- 2010: Shūsaku Arakawa, japanischer Maler, Grafiker und Architekt
- 2010: Karin Iten, Schweizer Eiskunstläuferin
- 2010: Edoardo Sanguineti, italienischer Schriftsteller
- 2011: Klaus Buciek, deutscher Jurist
- 2012: Dietrich Fischer-Dieskau, deutscher Sänger
- 2012: Hans-Dieter Lange, deutscher Fernsehjournalist
- 2013: Ernst Klee, deutscher Journalist und Schriftsteller

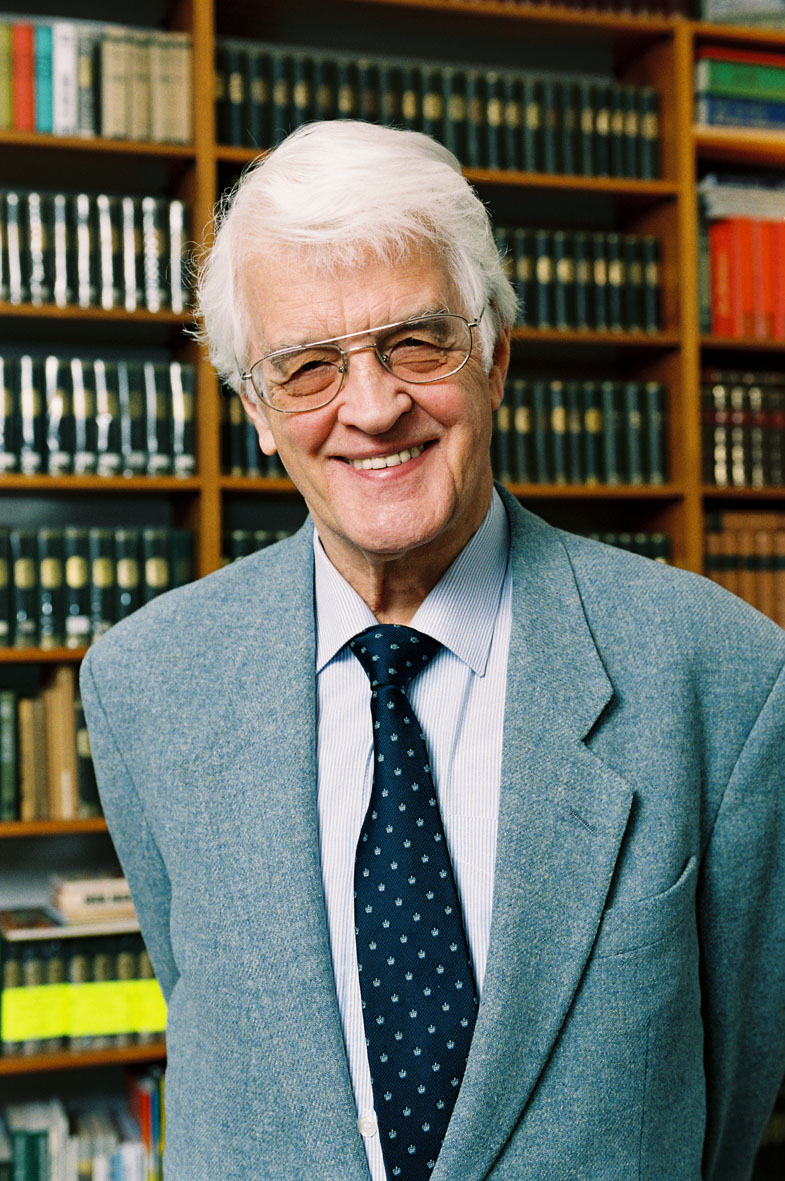
Lothar Schmid († 2013)

- 2013: Lothar Schmid, deutscher Verleger und Schachspieler
- 2013: Alexei Oktjabrinowitsch Balabanow, russischer Filmregisseur
- 2014: Hans-Peter Dürr, deutscher Physiker und Essayist
- 2014: Gordon Willis, US-amerikanischer Kameramann
- 2015: Gabriele Auenmüller, deutsche Opernsängerin und Souffleuse
- 2016: Christian Diener, deutscher Grafiker und Art Director
- 2016: Fritz Stern, US-amerikanischer Historiker deutscher Herkunft
- 2017: Chris Cornell, US-amerikanischer Sänger (Soundgarden)
- 2017: Jacque Fresco, US-amerikanischer Autor, autodidaktischer Sozial-Architekt, Industriedesigner und Erfinder
- 2018: Heinz Althöfer, deutscher Restaurator und Kunsthistoriker
- 2018: Detlef Kobjela, sorbischer Komponist
- 2019: Manfred Burgsmüller, deutscher Fußball- und American-Football-Spieler
- 2019: Tetsu Saitō, japanischer Kontrabassist
- 2021: Franco Battiato, italienischer Komponist, Maler und Regisseur
- 2021: Charles Grodin, US-amerikanischer Schauspieler und Komiker
- 2021: Zsuzsanna Kézi, ungarische Handballtorhüterin
- 2023: Helmut Berger, österreichischer Filmschauspieler
- 2024: Jael Dajan, israelische Schriftstellerin und Politikerin
- 2024: Marija Ruljancic, australische Supercentenarian, geboren 1913
- 2024: Alice Stewart, US-amerikanische Fernsehjournalistin

## Feier- und Gedenktage
- Kirchliche Gedenktage
  - Christian Heinrich Zeller, deutscher Pädagoge (evangelisch)
  - Erik IX., König und Märtyrer (römisch-katholisch, evangelisch: ELCA)
- Namenstage
  - Claudia, Erich (nicht in Deutschland), Felix

Weitere Einträge enthält die Liste von Gedenk- und Aktionstagen.